# 破面
- BLEACH > 破面
- BLEACH > BLEACHの登場人物 > 破面

破面（アランカル）は、漫画『BLEACH』に登場する悪霊・虚（ホロウ）の上位種、およびその集団である。
本稿では、その概要および関連する登場人物について記述する。

## 概要
仮面を外し死神の（ような）力を手に入れた虚（ホロウ）の一団。
破面の成体は割れた仮面と白い死覇装（死神のそれと違い、様々なデザインが存在する）を身に纏い、自らの力の核を刀剣状に封印した「斬魄刀」を携えているのが特徴。
大虚が破面化した場合、破面化と同時に"孔"の部分を除けば、ほぼ人間と同様の外見になる。ただし、確実に人間同様の外見になるのはヴァストローデ級に限り、ギリアン級・アジューカス級は破面化の際に少なからず虚を思わせる特徴を残す場合もある。
また、虚の特徴が色濃く残っている者ほど知能が低い傾向にある。ただアイスリンガーのような明らかに虚に近い外見でも、低いとは言い難い知能を備える場合もあり、通常の虚と違い喋らない（喋れない）個体もほとんどいない。基本的には、各々形状に差はあれど死覇装を身に纏う者が大半だが、中には動物型破面や人外の姿を有した破面など身体的・物理的都合により着用できない者に加え、非戦闘員タイプの破面など死覇装を身に付けていない個体も存在する。また、破面の孔は虚のそれと違い必ずしも胸にあるとは限らず、喉元や腹部、頭のいずれかにある者もいれば、孔の有無が判別できないケースもある。
不完全な「破面もどき」は昔から少なからず存在していたらしいが、浦原の作った崩玉を藍染が入手した頃を境に「成体」が確認されるようになり、数自体も激増した。一部の例外を除いて、ほとんどの破面は強大な力と引き換えに、虚だった時に保持していた超速再生能力を失っている。また、石田によると体の構造が死神に近づいたことで死神同様に霊力発生源である鎖結がある模様。
当然のごとく、尸魂界の死神とは敵対関係だが、通常の虚と違い限りなく人間に近い感情や思考を取り戻しているため、個体の中にはネリエルたちのように恩義や友情から一護ら死神に味方をした破面も出てきているほか、人間を襲わない個体も存在する。数は少ないが、子犬のクッカプーロのような小動物型の破面も存在する。主食は虚同様に人間の魂魄だが、現世の果物や、食用霊蟲なるものでも生きていくには事足りる模様。

### 戦闘能力
仮面の軍勢同様、虚の魂の限界を超えた戦闘能力を体得することを可能としており、その戦闘能力は非常に高い。特にヴァストローデ級の力は護廷十三隊隊長格の死神を上回るため、破面化してからの力も計り知れない。

### 一団としての破面
特に「崩玉」によって生まれた破面は、尸魂界を裏切った藍染惣右介によって束ねられ、普段は虚圏（ウェコムンド）にある虚夜宮（ラス・ノーチェス）に住んでいる。中でも大虚の破面は「数字持ち（ヌメロス）」、「十刃（エスパーダ）」、「十刃落ち（プリバロン・エスパーダ）」などに分けられ、戦闘能力や立場、生まれた順などを元に番号が割り振られる。藍染は浦原が作った崩玉入手以前から破面を組織し従えていたようだが、その段階では未完成の破面が多かった。

## 用語
破面に関連する用語には、スペイン語に関連した表現が使われており、例としては以下のようなものが挙げられる。
- 破面（アランカル / Arrancar）…剥ぐ
- 鋼皮（イエロ / Hierro）…鉄
- 十刃（エスパーダ / Espada）…剣
- 豹王（パンテラ / Pantera グリムジョーの斬魄刀）…豹
  - 他、破面の番号、斬魄刀名は、今のところ全て【スペイン語】関連

斬魄刀（ざんぱくとう）
破面化する際に、虚としての力の『核』を刀剣状にして封印したもの。
死神の斬魄刀と違い、斬魄刀自体の実体化や斬った虚を浄化して尸魂界に送る機能はなく、特殊機能を備えた個体が存在するなど、その作りは根本的に異なる。基本的には日本刀だが、刀剣とは異なる形状のものが多々あるのも特徴で、現在と過去ではデザインが変化しているものもある。
斬魄刀の解放（「刀剣解放」と表現されることもある）は、破面自身の真の姿と能力の解放を意味する。そのため、折れるなどして著しく破損すると、刀剣解放が不能となる。グランドフィッシャーのように成体ではない破面や破面もどきが所持していることもあれば、成体の破面が目に見える範囲内で所持していないこともある。
帰刃（レスレクシオン）
破面の「刀剣解放」の正式名称。解放により斬魄刀や自分自身に能力が付加される死神のそれとは異なり、帰刃することで破面としての肉体に虚本来の肉体と攻撃能力を回帰させることで、虚としての【真の姿】と【真の能力】を解放する。
死神の【卍解】と同じく、戦闘能力は数倍に上がる。戦闘能力を失った時、または死亡時には帰刃形態が本人の意思によらず解除される（一部例外あり）。
死神の【卍解】にあたるため、「見えざる帝国」の星十字騎士団が所持するメダリオンで奪掠が可能だが、虚の力自体が滅却師にとって毒となるために奪われなかった。
解放の際には死神と同じく解号が用いられ、刀剣を抜いた状態や鞘から出し掛けた状態から解号を唱えるなど、その形は様々である。解号なしに、帰刃形態へ変わることも可能。
解放された破面の斬魄刀は破面の体の一部であるため、能力の刀剣化以外の方法（解放した斬魄刀を体から切り離すなど）で解放前の姿に戻った場合、失われた斬魄刀の一部は二度と元には戻らない。帰刃時の形態変化は個体によって様々だが、どれも破面になる前の姿に近付くのは共通している。
具体的には容姿に大きな変化が見られない者から、顔が仮面で覆われ肉体が外骨格に覆われたり、異形化し虚そのものの姿になる者、服装や頭部以外の格好だけが虚に近くなる者、服装や顔の一部を除きほとんど虚に近い姿になる者など、バリエーションに富む。帰刃することで、解放前に受けたダメージが回復する例もある。
また、「刀剣解放第二階層（レスレクシオン・セグンダ・エターパ）」という、現十刃でウルキオラのみ解放できる二段階目の刀剣解放が存在する。
数字持ち（ヌメロス）
崩玉を使用せず生み出された者、使用して生まれた者が混在する成体の破面たち。生まれた順に11以上の番号が与えられることから、「数字持ち」と呼ばれる。
アジューカス級およびヴァストローデ級が破面化した高い戦闘能力を持つ破面のほとんどは「十刃」や「十刃落ち」に属するため、「数字持ち」の破面は最下位の大虚・ギリアン級の破面が大半のようだが、護廷十三隊の隊長クラスの死神ですら限定解除をしなければ劣勢を強いられる場合があり、並みの虚を遥かに上回る戦闘力を誇っている。中には、十刃に「従属官」として配下に置かれる者もいる。
反膜の匪（カハ・ネガシオン）
藍染惣右介が十刃（エスパーダ）に託す、部下の処罰のための道具。
対象の霊体を、永久的に閉次元に幽閉することができる。ただし、基本的に数字持ちを対象とする道具であるため、それ以上の霊圧を持つ相手への使用は考慮されておらず、対象の霊圧に拠っては継続時間が限定される。
劇中では、グリムジョーがウルキオラに対して使用している。
探査回路（ペスキス）
相手の霊力の強さや、所在を測る能力。漢字は「探査神経」など、別の表記を取られる場合がある。
ヤミーのように、パワーに偏っている者は苦手とする傾向がある。
鋼皮（イエロ）
強固な霊圧硬度を持つ、破面の外皮。
外皮の硬さは霊力の高さに比例するらしく、破面の中には卍解した死神の斬魄刀を素手で受け止める者もいる。
既にそれ自体が『鎧』であるため、強い者は斬魄刀を抜かずに戦うこともある。
仮面紋（エスティグマ）
破面の顔の紋様。
個体ごとに位置、形状ともに大きな差異がある。中には、斬魄刀を解放することで現れる者もいる。
なお、連載時は「面紋」と表記されていた。
響転（ソニード）
破面の持つ、高速移動能力。
死神の使う「瞬歩」や滅却師の「飛廉脚」にあたる。
ゾマリはこれに秀でており固有技も編み出している。また、ウルキオラのセリフから霊圧感知に触れることなく移動することができる模様。
虚閃（セロ）
霊圧の集中された、破壊の閃光。
ギリアン級の大虚は口から放っていたが、破面の場合は口や掌など、各々で放つ場所が違う。基本的に赤黒い色（原作では白）をしているが、個体やアニメ・ゲームなどでは色が様々である。
黒虚閃（セロ・オスキュラス）
解放状態の十刃が放つことができる、黒い虚閃。
解放したら必ず虚閃が黒虚閃に変化するというわけではなく、使い分けができる。通常の虚閃とは比べ物にならないほど別次元の威力を誇るが、最強の虚閃ではない。
王虚の閃光（グラン・レイ・セロ）
解放状態の十刃のみが使える、最強の虚閃。
自分の血を虚閃に使う霊圧に混ぜることで、特大の虚閃を放つ。その威力、光線の大きさは通常の虚閃や黒虚閃とは比べ物にならないほど大きく、空間をも歪めてしまう。
そのため、虚夜宮内の天蓋の下での使用は禁じられているが、グリムジョーは一護との対決時に天蓋の下で使用している。なお、設定上は解放状態でないと使えない筈だが、グリムジョーは解放状態で使用したことは一度もない。
作中では破面篇でグリムジョーが、地獄篇でザエルアポロが、千年決戦篇では完全虚化の力を解放した一護が月牙天衝と融合させる形で使用し、その後日談小説「can't fear your own world」ではルピも使用した。
虚弾（バラ）
霊圧を固めて放つ技。虚閃とは違い、連発が可能。
虚閃ほどの威力はないが、速度は虚閃の20倍。ヤミー、ウルキオラ、ドルドーニ、アパッチが使用。
解空（デスコレール）
虚や破面が現世や虚圏の行き来する通路である黒腔（ガルガンタ）を開く。

## メンバー

### 十刃（エスパーダ）
「数字持ち」の中から選抜された、特に優れた殺戮能力 を持つ十体の成体破面。
殺戮能力が高い順に1から10（解放後のヤミーの話では0から9）のナンバーを与えられ、体のどこかに自分の数字の刻印がある。
「数字持ち」の破面を『従属官（フラシオン）』として従える権限が与えられるなどの巨大な権力を持つが、その地位は力のみによって維持され、より力の強い者が現れると入れ替えになり、数字が下がるか後述の「十刃落ち（プリバロン・エスパーダ）」となるが、実力が付けば再び戻ることができる。現在の十刃の構成メンバーは8と9以外がヴァストローデ級。
現十刃中、4以上の数字を持つ十刃の解放状態は虚夜宮を破壊しかねないほど強大な力を持つため、虚夜宮内にある天蓋の下での解放を禁じられている。
十刃にはそれぞれが人間が死にいたる要因である十の死の形を司っており、それらが各々の能力・思想・存在理由となっている。作者曰く、バラガン、ザエルアポロ、アーロニーロ、ヤミーを含む初期の「刃（エスパーダ）」は7人いたらしく彼らは七つの大罪を司っていたが、人数が増え今の10人になったことで「十刃」という表記になったという。また源流は現第2十刃バラガンの配下にまでさかのぼる。
なお、順番は番号が判明しているものをヤミーおよびリリネット解放前の昇順で記載する。作中では、十刃の数字のNo.の部分が#に表記されることもある。
最終的にはメンバー全員が死神たちに倒され、メンバーのほとんどが死亡した。
コヨーテ・スターク
声 - 小山力也
身長187cm 体重77kg 1月19日生まれ
破面・No.1（アランカル・プリメーラ） / 第1十刃（プリメーラ・エスパーダ）
司る死の形：孤独
下顎骨のような仮面の名残を首飾りのように着けた黒髪の男性破面。一人称は「俺」。
手袋のような物をはめている左手の甲に「1」の刻印があり、胸部に虚の孔がある。
常に気だるげで寝起きが悪く（十刃の会合時にうたた寝していた）、戦闘や非常時においても消極的な態度を見せる怠慢な性格。その性格から争いを好まないタイプ。
京楽が本来の二刀流を封印して戦っていることをわずかな癖から見抜き、『花天狂骨』の『艶鬼』のルールを先んじて把握するなど、洞察力も高い。響転による速度も優れ、グリムジョーたちとの戦いを終えた一護が「消えた」と認識するほど。
従属官のリリネットは破面化した際、通常は肉体と刀に分ける虚の力を1体の虚が2つの肉体に分けた半身のような存在である。リリネットが自身の斬魄刀のようなものであるため、解放前は四角形の四つの角に牙がついている鍔がある刀を武器として扱う。
その異常なまでの霊圧の強さから、何度も仲間の虚たちがコヨーテの霊圧により死亡し最後に自分しか生き残らなかった過去を持つ。孤独を癒すために破面化し、自分と一緒にいても滅びない存在である強い仲間を求めていた（その境遇から弱い存在に憧れている一面を持っていた）。その能力を藍染に見込まれ、仲間を求めるという点で利害が一致した。そのため、仲間に対する情は怠慢な物腰に反して強く、藍染への忠誠心が高い。しかし元々の怠け癖からリリネットの説得がなければ積極的に動こうとしない場面も見受けられた。
虚圏でのグリムジョーとノイトラとの対戦後の一護たちの前に現れ、織姫を第五の塔へと拉致した後、リリネットと共に藍染の空座町への侵攻に同行し、京楽と交戦する。他の2体の十刃を圧倒した【卍解】への興味から、京楽に【卍解】を促すために帰刃し加勢に加わった浮竹との戦いも展開、その後、ワンダーワイスの介入を機に一度は京楽を一時戦闘不能状態に陥らせ、バラガンへの弔い合戦として新手のラブとローズを追い詰めるが、京楽の影鬼による不意討ちで重傷を負い、正面から再び現れた京楽の『花天狂骨』を使った戦いにより敗れ、千年血戦篇でのペッシェの発言から死亡したことが明らかになった。
アニメ版では、本気を出すとリリネットの人格が消えてしまうという説明がされた。
小説『BLEACH Can't Fear Your Own World』では名前のみ登場。
帰刃：『群狼（ロス・ロボス）』
分身であるリリネットと一体化することで解放される。
解放するとオオカミの毛皮のようなコートをまとったガンマンスタイルのカウボーイを思わせる姿に変わり、左目部分にポインターのような仮面の名残が形成される。リリネットは2丁拳銃に変化しており、会話も可能。
自分の魂を引き裂き分かち合う能力を持っており、スターク自身でありリリネットでもある狼の弾頭を召喚し、2丁拳銃からの虚閃と狼の弾頭を操って戦う。狼の弾頭は攻撃を受けると分裂する上、標的に喰らい付くことで大爆発を起こす。
アニメでは狼の弾頭はリリネットの意思が司っており、さらに大爆発することで狼は消滅してしまうため、狼が全滅することはリリネットがいなくなることを意味したため、リリネットの「消失」でスタークは京楽との戦闘に意欲を出せないまま敗れたという描写が加わった。
解号は「蹴散らせ『群狼』（けちらせ『〜』）」。

リリネット・ジンジャーバック
声 - 浅井清己
身長142cm 体重31kg 1月19日生まれ
破面・No.1（アランカル・プリメーラ） / 第1十刃（プリメーラ・エスパーダ）
片方折れた角のある頭部と顔の左半分を覆うように仮面の名残がある少女。
明るくボーイッシュな性格。一見がさつだが、敵である京楽を気遣うなど心根は非常に優しい模様（アニメでは、バラガンが死亡して戦意喪失したスタークを、やる気づけている場面も見られた）。また、スタークとは対等であるようで呼び捨てでタメ口を利いている。
従属官ではなく、通常なら斬魄刀となるべき虚の破面化現象において、コヨーテの孤独から開放されたいという意思から、あえて刀ではなく人型をとっている姿である。解放前は刀身が湾曲した形の刀を武器とし、折れた角のような部分から取り出す。
現世侵攻では、京楽とスタークの対決を共に見守っていた浮竹と対戦するも、彼との実力差の前に軽くあしらわれた挙句、浮竹によって特訓させられる。その後、京楽との戦いで本気を出すことにしたスタークに呼び出されて帰刃する。
アニメ版では、京楽と浮竹にリリネットは他の従属官とは違う存在だと感づかれていた。その後、原作では明確な最後は描かれなかったが、アニメでは狼の弾頭を操り、スタークを援護する活躍を見せた。しかし、京楽との戦闘で狼全てが爆発・消滅したため、スタークの前から居なくなってしまった。

バラガン・ルイゼンバーン
声 - 飯塚昭三 / 梁田清之（ゲーム『Rebirth of Souls』）
身長166cm 体重90kg 2月9日生まれ
司る死の形：老い
額に王冠のような仮面の名残を持ち右目付近や左頬などに傷がある隻眼の老人男性の見た目の破面。
豪胆かつ傲慢な態度をしている。一人称は「儂」。
「2」の刻印の箇所は不明で、胸の中央に虚の孔がある。大虚時代は被っている王冠が違うことと、腹部の装飾品がない以外は帰刃後と同じ姿をしていた。
大帝の二つ名を持ち「虚圏の神」を自称し、藍染に次ぐ権限の持ち主。また、かつての「虚圏の王」であるため従属官たちとの間には絶対的な上下関係が存在し、陛下と呼ばれている。自分の能力の自信から他者を見下している。
過去には屋根のない虚夜宮を拠点に「虚圏の王」として大勢の虚を従えていたが、尸魂界離反前の藍染らに自分の部下たちを殺害され、その力に屈服する形で破面化した。しかし「虚圏の王」という自負は捨ててはおらず、藍染のことをボスと呼ぶものの忠誠心は皆無であり、いずれは藍染を殺そうと根に持っていた。
6人の従属官を引き連れ藍染の現世空座町への侵攻に同行、藍染たちが身動きが取れなくなった時は自ら戦闘指揮を執る。従属官たちが全て倒された後、砕蜂と大前田と交戦。老いの力や斬魄刀解放により2人を追い詰め、砕蜂の【卍解】『雀蜂雷公鞭』すらも回避し優位に立っていたが、救援に駆けつけたハッチと砕蜂の連携で『雀蜂雷公鞭』による至近距離からの攻撃によってダメージを負わされ、最後はハッチが老いの力で朽ちようとした右腕をバラガンの体内へ転送したことによって、バラガン自身が朽ちることとなり敗北。その後、藍染に滅亡の斧を投げつけ消滅した。
小説版『BLEACH Can't Fear Your Own World』では、太古の昔から虚圏に君臨しており、斬魄刀『已己巳己巴』へと変えられた大虚と覇権を争っていた過去が明かされた。
帰刃：『髑髏大帝（アロガンテ）』
解放前は自前の椅子を変形させた巨大な斧のような形状をしている。
解放時には斧に埋め込まれている赤い宝玉状の目玉から発せられた黒い炎にバラガンが包まれる。
解放すると頭には金色の王冠、手にはブレスレットを着け、ボロボロのローブを纏った西洋の死神を思わせる骸骨の姿になる。骨の各部は鎖で繋がれているようで、封印状態で潰れていた右目部分にも傷跡があり、腹部には金色の目玉のような装飾品を着けている。また、体表には自身の力を退ける結界が張られている。
自らの老いの力に特化されており、直接触れずとも周辺の建物すらも朽ちさせる。その特性から彼に接近して攻撃することは非常に困難であり、防御不可のチート系能力。
ただし、この力は自分自身にも有効であり、転送などで結界内に老いの力を入れられれば自身も老い朽ち果てるという、能力自体が弱点にもなっている。
解号は「朽ちろ『髑髏大帝』（くちろ『〜』）」。
なお、アロガンテにはスペイン語で『傲慢』の意味があり、バラガンの性格を表した名前となっている。
技「セネスセンシア」
解放前から使用している、バラガンが使う老いの力の総称。
技「死の息吹（レスピラ）」
解放後に使う技で老いの力を砕蜂でも逃げれないスピードで周囲に飛散させる。

ネリエル・トゥ・オーデルシュヴァンク
前代 破面・No.3（アランカル・トレス） / 第3十刃（トレス・エスパーダ）
司る死の形：犠牲
詳細は「#ネル・トゥ」を参照。
ティア・ハリベル
声 - 緒方恵美
身長175cm 体重61kg 7月25日生まれ
破面・No.3（アランカル・トレス） / 第3十刃（トレス・エスパーダ）
司る死の形：犠牲
金髪・褐色肌・巨乳で仮面の名残がある口もとを隠している女性破面。十刃唯一の女性。
一人称は「私」。「3」の刻印の箇所は右の乳房で、下腹部（子宮の位置する場所）に虚の孔がある。
比較的冷静で思慮深く、戦闘においても慎重な戦い方を取る。従属官たちに対しては気さくに接しているため非常に慕われており、自身も戦いに敗れた部下たちを称えるなど部下を気遣う描写もある。
アパッチら従属官たちと共に藍染の現世空座町への侵攻に同行し、日番谷と交戦。従属官たちが元柳斎に倒されたことを機に斬魄刀を解放して戦うも、日番谷の「氷天百華葬」で氷漬けにされる。ワンダーワイスの介入後その状態から脱し、仮面の軍勢介入後はひよ里・リサ・日番谷と3対1の戦いを展開するが、バラガンとスタークが敗北したことで十刃の力を見限った藍染に切り捨てられた。小説版ではその後アパッチに助けを求められた織姫の治療で一命を取り留め、自身の従属官たちと共に虚圏に帰還したことが明かされた。
千年血戦篇では、バラガンとスターク亡き後の虚圏を実質的に統治していたが、『見えざる帝国』の侵攻に敗れ囚われの身となる。以降は登場せず、最終回でもどうなったかは明かされなかった。
小説『BLEACH Can't Fear Your Own World』では、後にネリエルたちに救出されたことが判明した。その後虚圏に帰還した後は、侵攻してきたリルトットやジゼルら滅却師たちと対峙するが、産絹彦禰の乱入により一時共闘する。その後は綱彌代時灘の陰謀に巻き込まれていき、叫谷での戦いにも京楽たちに同行する。
帰刃：『皇鮫后（ティブロン）』
解放前は真ん中が空洞になっている巨大な段平のような形状で、背中に添えている。
解放する際は二枚貝状の波がハリベル自身を包み、さらに巻貝状に回転した水を大剣で切り裂いて現れる。
解放すると口元の仮面が消えて首から胸までの仮面の名残の形状が変わり、肩にショルダーガードを着け、両腕（手首）部にはグローブの付いたガントレットを装着、下半身にはミニスカートを纏い、背中に鮫のヒレを模したパーツを2つ着けた露出の多めな姿となり、足には鋭角な形状のポレイン（膝当）やグリーブ（臑当）、サバトン（鉄靴）を装着、持ち替え可能な鮫の頭部のような形状の大剣を装備し、両頬に藍色の仮面紋が現れる。
水を自在に操る能力を持ち、水圧や水温を変化させた水を多用した戦法をとる。また戦場に満ちた水を使っての更なる大技を持っていたと日番谷に推察されるが、詳細は不明。
解号は「討て『皇鮫后』（うて『〜』）」。
アニメ版ではルピを破った「千年氷牢」を逆用し、水分量を増したさらに強力な「断瀑」を使用した。
技「波蒼砲（オーラ・アズール）」
刀身の空洞に霊圧をためて撃ちだす。
技「灼海流（イルビエンド）」
相手の氷を溶かして水にすることができる。
技「断瀑（カスケーダ）」
高水圧の激流で相手を叩き潰す。
技「戦雫（ラ・ゴータ）」
刀身から水の塊を放つ。
技「トライデント」
字のごとくトライデントのように斬撃を3連続で放つ。

ウルキオラ・シファー
声 - 浪川大輔
身長169cm 体重55kg 12月1日生まれ
破面・No.4（アランカル･クアトロ） / 第4十刃（クアトロ・エスパーダ）
司る死の形：虚無
角が生えた仮面の名残を左頭部に持つ、痩身で白い肌をした黒髪の男。
一人称は「俺」。残忍な性格で司る死の形からか表情および感情の起伏が少なく（一護曰く「石像」）、仲間であっても「塵」「屑」「下衆」と呼んで見下す傾向もあるが、ヤミーとはお互いにお互を悪く思ってはいないだろう一面を見せている。
「4」の刻印の箇所は左胸で、喉に虚の孔がある。全ての破面の中で唯一、肉体のほとんど（脳と臓器以外）を超速再生できる能力を持つ特殊なタイプ。大虚時代は極めて特徴が類似した種族の出自で仲間が全身が黒く目や口があるのに対し、全身が白い姿で顔には目はあるが口がないという特殊な状態だった。
グリムジョー曰く「ウルキオラ自身は気付いているか否かは不明だが、気に入った敵の体に獲物の印として自分と同じ場所に穴を開ける癖を持っている」とのこと。
藍染からは一護に関する任務を全て一任されるなど信頼を得ており、ウルキオラ自身も藍染に恭順の姿勢を見せている。
破面篇冒頭にて一護の実力を探るべくヤミーと共に現世に赴いたが、その力は脅威たり得ず一護を殺す価値なしと判断し、虚圏に帰還した。その後、藍染の命により、現世滞在中の死神たちがルピたちと戦っていた隙を突いて織姫を拉致、虚圏へ連行する。その後、織姫の奪還のため襲来した一護を迎え撃つが、グリムジョーの妨害により一時異空間に幽閉されるも、その後に帰還する。
そして藍染が空座町侵攻に乗り出すと留守を任され、再度現れた一護を「破壊すべき敵」として認め一護と一騎討ちを展開、斬魄刀を解放し一時は一護を再起不能の状態に陥らせるが、完全虚化を発現した一護に圧倒され、左腕・下半身・内臓を吹き飛ばされるほどの大打撃を受ける。最期は理性を取り戻した一護と決着をつけようとするも、先ほどのダメージで灰化が始まり、最後に織姫と心が通じ合い今まで知ることのできなかった「心」の存在を実感し織姫に手を伸ばし、手に触れる寸前で灰になり消滅した。
帰刃：『黒翼大魔（ムルシエラゴ）』。
解放すると仮面の名残が四本の角のついた兜のようになり、背中に巨大な漆黒の翼が形成される。
解放後は卍解・虚化状態の一護を遥かに凌駕するスピードと戦闘力を得る他、翼を使っての防御や、霊圧で形成した光の槍「フルゴール」を武器として用いて戦う。
解号は「鎖せ『黒翼大魔』（とざせ『〜』）」
刀剣解放第二階層（レスレクシオン・セグンダ・エターパ）
十刃で唯一ウルキオラのみが可能としている、二段階目の刀剣解放。
長い二本角、鋭い四肢の爪、黒い体毛に覆われた両腕と下半身など、悪魔そのものを思わせる姿に変貌し、虚だった頃の姿とも全く違う容姿となり、さらに複雑な形状に変化している。
能力は通常の帰刃と同様だが、スピードと攻撃力は格段に上回り、霊圧も通常の霊圧とは異質だと思わせるほどの、重く強力なものへと変化する。
ウルキオラによれば、理由は謎だが第二階層時の姿は藍染にも見せたことはないらしい。
技「共眼界（ソリタ・ヴィスタ）」
眼球を取り出して砕き、己が見た映像を周囲の者に見せる。
技「ラティーゴ」
長く伸びた尻尾を操って攻撃する。
技「雷霆の槍（ランサ・デル・レランパーゴ）」
両手で霊圧を集中させて作り出した槍を投げる。めったに使わない技なのか、コントロールに若干の難がある。
ノイトラ・ジルガ
声 - 神奈延年
身長215cm 体重93kg 11月11日生まれ
破面・No.5（アランカル・クイント） / 第5十刃（クイント・エスパーダ）、元・第8十刃（オクターバ・エスパーダ）
司る死の形：絶望
丸くてでかい襟の服に長い黒髪に長身で痩躯、左目に仮面の名残の眼帯をしたツリ目の悪人っぽい顔立ちの男。
一人称は「俺」。「5」の刻印の箇所は舌で、眼帯で隠した左目に虚の孔がある。歴代の十刃の中でも最高硬度の鋼皮を持つ。
戦闘狂で常に強さと闘いを求め、戦いの中で死ぬことを目的としている。対象を敵と見做した瞬間から戦いは始まっているという観念を持ち、それゆえに騙し討ちなどの非道な手段を取ることも厭わず、殺す価値なしと判断した以外で相手に情けをかけることはない。
従属官のテスラのことは粗雑に扱うことが多いが内心では大切に思っており、剣八との実力差を察知して剣八に向かっていくテスラを必死に庇おうとした。
過去には第8十刃として君臨していたが、ネリエルが女破面でありながら自分より上の第3十刃の座にいたことを快く思わず（ハリベルとも不仲な様子だった）、決闘を申し込み勝負するも敗北し、利害が一致したザエルアポロと結託してネリエルの部下であったドントチャッカとペッシェを負傷させ、挑んできたネリエルを背後から襲う形で頭を割り、虚夜宮の外へ放り出した。
チャドを倒した後、グリムジョーとの戦いで満身創痍の一護に戦闘を仕掛けて圧倒し、元の姿に戻ったネルとの戦いでネルが幼女の姿に戻ったため優勢に立つが、救援に来た剣八との死闘の末、剣八の剣道（斬魄刀の両手持ち）による一撃で深手を負う。止めを刺さずに自分を見逃そうとする剣八になおも戦いを挑み、その末に剣八に切り伏せられ、戦死した。
小説『BLEACH Can't Fear Your Own World』では名前のみ登場。
帰刃：『聖哭螳蜋（サンタテレサ）』
解放前は三日月状の刃を8の字型に二つくっつけた形の鎌に、「8」の字に垂直に柄を取り付けたような形状をしている。第8十刃の時は三日月の形をしていた。柄の部分からは長い鎖が伸びており、鎖を持って斬魂刀を遠くの敵に向けて飛ばしたり、引き寄せるといった攻撃もできる。
解放の際、鎌の先端にある三日月状の刃の中心に風を呼び起こす。
解放すると頭に左右非対称の三日月のような角が生え、腕が節足動物のような装甲状の外骨格に覆われた形で4本に増え、その4本の腕に大鎌を持つ姿に変わり、腹部を囲むように角のようなものがいくつも形成される。また仮面の名残の口の歯が牙のようになり、顔には黄色い仮面紋が現れる。腕や鎌は失っても再生でき、腕は6本まで増やすことができる。また大鎌は手首に収納されている。解放後は眼帯を外して全力となった剣八を一時は圧し、また応戦できる戦闘力を得る。
解号は「祈れ『聖哭螳蜋』（いのれ『〜』）」。
技「捜指法（インディセ・ラダール）」
地面に指を突き刺して霊圧を流し相手の力量を見極める。
グリムジョー・ジャガージャック
声 - 諏訪部順一
身長186cm 体重80kg 7月31日生まれ
前々代/現 破面・No.6（アランカル・セスタ） / 第6十刃（セスタ・エスパーダ）、元破面・No.12（アランカル・ドセ）
司る死の形：破壊
ショートジャケット風の破面死覇装を着た、端正な顔立ちに水色のリーゼント風の髪をした不良風の男性破面。
一人称は「俺」。非常に好戦的で粗暴な性格だが、ルピや織姫への対応でわかるように自身に起きたことは恨みも恩も忘れないという一面もある。
「6」の刻印の箇所は右腰の後で、腹部に虚の孔がある。破面になる前はアジューカス級の大虚であり、豹のような獣の外見をしていた。藍染の下に入った時点での階級はNo.12であった。
また、シャウロンたちとはその頃からの同志であり、シャウロンたちに実力を認められて以降、彼らの頭となっている。
破面篇では一護を殺さなかったウルキオラに不満を持ち、藍染の指示を得ないままシャウロンら5体の従属官を率いて独断で現世を襲撃。ルキアや一護を相手に実力差を見せ付けるも、東仙に命じられ虚圏へ連れ戻される。
その後、単独行動の処罰として左腕を斬り落とされ一時十刃から外された。後に織姫に失った左腕を修復された後、自らの後任であるルピを殺しNo.6の地位に復帰する。
その後虚圏に襲来した一護と決着を着けるべく、織姫に要求してウルキオラとの戦いで負傷した一護を治療させ、対等の条件での戦いに臨む。一護の虚化を促した後、斬魄刀を解放して圧倒するが、織姫の鼓舞を受けた一護の反撃を受け敗北。なおも交戦を継続しようと試みるも、突如現れたノイトラに斬られ戦闘不能となる。その後は同篇では登場しなかった。
千年血戦篇では一護との再戦を果たすためにも世界の滅亡を防ぐべく、死神たちに一時的に協力して滅却師たちと戦う意思を示した。しかし、霊王宮侵入後は単独行動に移ったところを親衛隊のナックルヴァールと遭遇し、帰刃を発動する間もなく戦闘不能に陥った。浦原によって治療された後、浦原と交戦していたナックルヴァールに奇襲を仕掛け、心臓を握り潰して致命傷を与えるが、彼の最後の能力によって倒れ、ネリエルに救出される場面が描かれた。
決戦後を描いた小説版『Can't Fear Your Own World』では虚圏に帰還した後、ハリベルらと共闘して虚圏に襲来した滅却師のリルトットやジゼルらと交戦するが、彦禰の乱入により一時停戦する。その後、彦禰を追って単身尸魂界に乗り込み、京楽率いる混成部隊に同行、藍染に服従していた頃から久しく忘れていた「自身が『王』である」という矜持を取り戻し、現在は斬魄刀『已己巳己巴』と呼ばれているバラガンをも上回る大虚との戦いに臨む。
帰刃『豹王』（パンテラ）
普段の形状は鉤状の鍔のある刀。解放すると鋭い牙、猛獣の鬣を思わせる長髪、獣のように尖った耳、鋭利な黒い爪など、獣人のような容貌に変化する。さらに服がアジューカス時と酷似した鎧のようなものになり、脚も豹のそれを思わせる形状に変化し、長い尻尾が形成され、両肘・両脚には刃が付く。
解放後は虚化した一護と対等に渡り合えるほどの戦闘力を発揮する。
解号は「軋れ『豹王』（きしれ『〜』）」
技「掴み虚閃（アガラールセロ）」
名前通り、相手を掴んで放つ零距離虚閃。
技「豹鉤（ガラ・デ・ラ・パンテラ）」
肘の装甲の隙間からトゲ状の弾を放つ。最大5本。
技「豹王の爪（デスガロン）」
斬魄刀解放時に使う最強技。両手の爪から青色の巨大な刃を両手に創り、切り裂く。
ルピ・アンテノール
声 - 岸尾だいすけ
身長161cm 体重45kg 6月5日生まれ
破面・No.6（アランカル・セスタ） / 第6十刃（セスタ・エスパーダ）（※後にグリムジョーに番号を取り返される）
司る死の形：破壊
袖の長い服装に髪飾りのような仮面の名残と左の額にピンク色の3つの仮面紋を持つ、中性的かつ幼い系の容姿の小柄な男。
孔の位置は不明で右の腰の前側に「6」の刻印がある。一人称は「僕」。性格はおしゃべりでお調子乗りで自意識過剰な面もある。人を馬鹿にした態度を取り、わざとらしく「ア・ごめーん」と言うのが口癖。
No.6の座を追われたグリムジョーに代わりNo.6となった人物で、ザエルアポロの推測によれば、No.6になれた理由は「性格は異なるが、破壊することに悦楽を感じる点で共通しているため」らしい。
その後はヤミー、グリムジョー、ワンダーワイスと共に現世に滞在する死神たちを襲撃、卍解した日番谷を刀剣解放で倒し乱菊たちを圧倒するも、日番谷の奇襲を受け「千年氷牢」に閉じ込められる。直後に目的を達したウルキオラの命で退却、虚夜宮で織姫に失った左腕を修復してもらったグリムジョーに上半身を吹き飛ばされ死亡した。
ゲーム版「ブレイドバトラーズ2nd」ではルピ死亡のシーンで腕が治ったグリムジョーにいきなり奇襲され戦闘となり（プレイヤーはグリムジョーでルピが敵CPU）敗北しトドメを刺され、その際は原作やアニメとは違い断末魔の叫びを上げながら死亡した。
その後、彼の遺体はその後ザエルアポロによって保管されており、ザエルアポロがマユリに倒された後、遺体はマユリによってドルドーニ、チルッチの遺体と同様に回収された。
千年血戦篇にて改造・再生され、同じく改造・再生されたドルドーニやチルッチやクールホーンとともに『星十字騎士団』のジゼル・ジュエルとの戦いに動員される。
以降は登場しなかったが、小説『Can't Fear Your Own World』ではグリムジョーと再び邂逅し襲い掛かるが、産絹彦禰の乱入で決着をつけることができなかった。
帰刃：『蔦嬢（トレパドーラ）』
解放すると上半身が鎧のようなものに覆われ、背中に8本の触腕が生えた円盤が形成される。また、仮面の名残の形状も若干変化している。
　触腕を自在に伸縮させたり振り回して攻撃するほか、相手に巻きつけて拘束したり、触腕の先を棘だらけにして殺傷力を上げたりでき、触腕数から多人数を一度に相手取るなど多数戦も可能。
小説『Can't Fear Your Own World』では、マユリの改造により細部がマイナーチェンジされて触腕に鉤状の突起が追加されたほか、グリムジョーと互角に戦えるまでに強化されている。またグリムジョーの攻撃に対抗するため、防御目的でも使うようになった。
解号は「縊れ『蔦嬢』（くびれ『〜』）」。
技「蝕槍（ランサ・テンタクーロ）」
基本攻撃で触手を槍のように伸ばして敵を突く。
技「蝕檻（ハウラ・テンタクーロ）」
8本の触手を一斉に、檻のように敵を取り囲む形で伸ばして攻撃する。
技「旋腕陣（ラ・ヘリーセ）」
背中の円盤を高速回転させ8本の触手で周囲を薙ぎ払う。
技「鉄の処女（イエロ・ビルヘン）」
触手の先端側部分に無数の鋭いトゲを生やし串刺しにする。

ゾマリ・ルルー
声 - 楠大典
身長196cm 体重100kg 10月13日生まれ
破面・No.7（アランカル・セプティマ） / 第7十刃（セプティマ・エスパーダ）
司る死の形：陶酔
頭部には棘のような髪に首飾り、耳には仮面が変化した髑髏のピアス、下顎に髭のような黒色の仮面紋がある黒人風の男。
破面化した時期などは不明。また「7」の刻印の箇所も不明で、右乳首部分に虚の孔がある。一人称は「私」。
厳かな雰囲気を漂わせ言葉遣いも丁寧だが、戦闘では卑劣な戦法を取るのも厭わない。また、首を落とさない限りは死を確認する方法はないという冷徹な考えを持つ。また藍染に心酔しており、その際は普段からは考えられない言動をする。
本人曰く破面で一番、響転（ソニード）に秀でており最速であるらしく、双児響転（へメロス・ソニード）という最大5体まで擬似的ではあれど分身を作る技を持つ。ゾマリ曰くは「手品のたぐいのお遊び」であるらしいが。
アーロニーロとの戦いで重傷を負ったルキアに止めを刺そうとするが、救援に来た白哉と交戦。斬魄刀を解放し、愛の力でルキアを操り彼女の命を盾に取るが、その戦い方が白哉の怒りを買い、結果白哉の一刀のもとに切り伏せられ、「藍染様万歳」を叫びながら消滅した。
帰刃：『呪眼僧伽（ブルヘリア）』
解放する前には胸の前へ刀を浮かべ、手のひらを胸の前で合わせ、さながらヨガを思わせる構えをとる。その際に首が横に90度倒れ、刀がひし形にうずまきのようにへし曲がる。その状態の刀から噴き出した白い液体に体が包まれることで帰刃が完了する。
解放すると全身が白いスーツに包まれ、頭部が顔の正面以外髑髏の仮面で覆われる。目元にも仮面紋が浮かび上がり、下半身がいくつもの人面を持つ巨大な南瓜のように変化。同時に、頭部にあるものも含め50以上の目が全身に出現する。
全身にある目から放たれる模様「愛（アモーレ）」を当てた箇所を支配し操る能力を持つ。白哉によれば鬼道に近い性質であるため、断空などの技だと防がれるという弱点がある。
原作では白だがアニメ版では色が桃色になり、ゾマリの顔以外の全身の目も瞬きするなど、気味の悪さが一層増していたりする。
解号は「鎮まれ『呪眼僧伽』（しずまれ『〜』）」。
「ブルヘリア」はスペイン語で「黒魔術」を意味している。

ザエルアポロ・グランツ
声 - 鳥海浩輔
身長185cm 体重67kg 6月22日生まれ
破面・No.8（アランカル･オクターバ） / 第8十刃（オクターバ・エスパーダ）、元・第0十刃（セロ・エスパーダ）
司る死の形：狂気
ピンク色の長髪に眼鏡のような仮面の名残が特徴の男性。一人称は「僕」。
危険で傲慢な思想を持つ一方、マイペースで芝居がかった話し方など、気取った振る舞いが多く見られる。また、屈辱を感じると激高する荒々しい部分もある。
虚圏内では研究者や兵器開発者として知られているマッドサイエンティスト。「完全な生命」を得ることに固執している。
孔の位置は亀頭で、「8」の刻印の位置は不明。かつてはヴァストローデ級の虚で全盛期は完全虚化した一護と同格の実力を持つ、最強とも言える虚だった。
グリムジョーの従属官のイールフォルト・グランツは生前からの兄だが、「情報収集の道具」と呼ぶなど見下していてイールフォルトが死亡した際も全く悲しまないどころか「カス」と吐き捨てた。
メダゼピ、ルミーナ、ベローナ他多数の従属官がおり、小説版ではロカ・パラミアも従属官だったことが判明する。
虚夜宮内に侵入した恋次・雨竜・ペッシェ・ドンドチャッカと戦い、斬魄刀解放と様々な戦法で恋次たちを翻弄するが、救援に来たマユリとネムと交戦。ネムに対し『受胎告知』を発動し身体が干からびるほどの重傷を負わせるが、その際にネムの体内に仕込まれていた「超人薬」を吸収したことで感覚のみが超人化し、肉体がついていけなくなったところを討たれて戦死した。
小説『BLEACH Spirits Are Forever With You』では、かつては第0十刃の地位にあったことが明かされた。また、生前は残虐非道な人体実験に没頭していた錬金術師であり、将軍であった兄と同じ場で命を落とし虚化した際に、兄の魂を吸収したことで戦士としての力を得た。しかし現状では自身の目指す「完全な生命」に辿り着けないことを悟ったことで、その兄の魂と戦士としての力を自ら捨て、その際に分離して生まれたのがイールフォルトであったことが明かされた。そのため十刃から外されたものの、その後に科学者としての力だけで作中での地位まで返り咲いている。
最終回の2年後にあたる読み切り「獄頤鳴鳴篇」では、最終章「千年血戦篇」の戦いの影響により、地獄の蓋が緩んだことで餓鬼たちを引き連れて現世に出現。
黒く染まった左目に仮面紋の名残がある以外は大きく装いが変わり、袈裟のような服を着ていてその体には鎖の模様が刻み込まれ、骨が剥き出しになった左腕は地獄の煉気で覆われている。地獄に堕ちた虚共通の特徴として虚の孔が体外に露出し、さながら光背のようになった。さらに戦闘時には左側頭部から角が生え、鎖を用いて戦う。詳細不明だが現在は地獄の獄吏を務めているらしく、千里眼を所有して世界の動向を把握している。
酷薄な性格は相変わらずで、苺花に狙いを定めて庇う恋次を痛めつけた後、ここで初対面となる一護との戦闘の果てに地獄の門から現れた浮竹の双魚理に貫かれ、地獄について意味深な言葉を残すと地獄へと送還された。
帰刃：『邪淫妃（フォルニカラス）』
太刀のようにひも状のもので腰につりさげている。解放する際は解号になぞらえてか斬魄刀を口から飲み込むというサイコチックな形となる。
解放すると首から下が触手に覆われ、ドレスを着たような姿になり、背中には4本の細長い羽根が生える。仮面の名残である眼鏡は飾りのように変化し、左目の周りには、道化師のメイクのような仮面紋が現れる。
解放後は下記の4つの能力を行使可能となる。
現在は直接相手を殺傷する攻撃力は持たないものの、第0十刃時代は無数の触手を武器として強力な殺傷力を持っていた。
解号は「啜れ『邪淫妃』（すすれ『〜』）」。
技一覧
「２体の巨人を従える」
普段は服の中に収納している、服に接続された２体の巨人を操る。
「クローンを生み出す」
背中から大量の液体を噴射し、それに触れた相手のクローンを造る。
クローンは見た目・能力共に本物のようである。能力的に存在する理由は謎だが、服や模様などのデザインを変えたりもできる。
「球体幕（テロン・バロン）」
羽で自分の全身を覆う防御技。
「人形芝居（テアトロ・デ・ティテレ）」
相手を羽根で包み込んで対象を模した人形を造り、人形と同じ人物とつながっている感覚を利用した攻撃や、人形の中にあるスペイン語で書かれた臓器などのパーツを破壊することで相手の臓器などを破壊する攻撃をする。
小説版において、対象者の霊圧や実力に比例して人形内のパーツの硬度が上がるという弱点が明らかとなり、剣八には通用していなかった。
「受胎告知（ガブリエール）」
肉体の大半が損失した際に、敵の臍から体内に侵入して内臓に卵を産み付け、体内から相手の全てを吸い尽くして死に至らしめ、自らの肉体を復活させる。また、以前の自分の体は喰われると融けた後に神経に侵入し、マユリの卍解のように喰った対象をザエルアポロの意のままに操れるようになる。

アーロニーロ・アルルエリ
声 - 関俊彦
身長205cm 体重91kg 4月23日生まれ
破面・No.9（アランカル･ヌベーノ） / 第9十刃（ヌベーノ・エスパーダ）
司る死の形：強欲
首から上が薄紅色の液体で満たされた透明なカプセル状 でその中に虚を思わせるボール大の頭（上の頭は顔の右上以外が仮面に覆われ、下の顔は上半分が仮面に覆われている）が2つ浮いている、異様な姿の破面。
上側の顔は右目付近、下側の顔は左頬の近くに「9」の刻印があり、左大腿部に虚の孔がある。
十刃の中では唯一のギリアン級で、ゾマリによれば第一期「刃（エスパーダ）」の生き残り。それ故か未完成の崩玉の使用およびギリアン級出身のため、完全な人間形態ではない。
この2つの頭はそれぞれ別の人格を宿しており、一人称も上側が「俺」で下側が「僕」、喋り方も異なるほか、会話の際は2つの頭が交互に喋るため、まとまらない会話になったりする。
上側の顔は志波海燕に化けることができる。日光が苦手なため、普段は8つの小さな穴が開いた縦長の仮面を着けている。また、左手に手袋のようなものを填めていて、虚を喰らうためのものと思われる触手や口を隠している（人間の手のようにも使用可能）。カプセルの中の液体は研究対象としてザエルアポロに興味を抱かれているが、本人たちはザエルアポロを快く思っていない。
海燕の姿でルキアの前に現れ、その容姿と斬魄刀を使用した海燕独特の槍術でルキアを惑わせるが、ルキアの策により日光を浴びたことで正体を現す。その後斬魄刀を解放し、ルキアの体を貫くも、油断したために逆にルキアの『参の舞・白刀』で海燕の顔に擬態していた頭部のカプセルを破壊され、苦しみを藍染に訴えながら下の頭は破裂し爆死、上の頭はくそっ…と吐き捨て真っ二つに割れ、それぞれ死亡した。
死後は地獄に堕ち、共に地獄に行き着いたザエルアポロと一触即発寸前となるが、直後に現れた朱蓮とその部下に倒される。
『BLEACH 〜ヒート・ザ・ソウル〜』では、初参戦以降「志波海燕」の姿でプレイヤーキャラクターとして登場している。
帰刃：『喰虚（グロトネリア）』
能力名も同様に『喰虚』。虚の屍骸を喰らうことでその霊圧と能力を取り込み、自分の物にできる。
この能力故にギリアンでありながら第一期「刃（エスパーダ）」に入り現在の十刃にも所属できるほどの力を得た。虚圏へ自動的に送られてきた、藍染の手による改造虚・メタスタシアの死体を喰らったことで、メタスタシアの霊体融合能力によって融合していた海燕の記憶・経験・能力も手にしており、斬魄刀『捩花』を本人同様に使うことができる。ただし、闇の中でなければ『喰虚』の能力は使用できない。また、地獄に堕ちた際には破面のザエルアポロや咎人をも喰らえるかのような描写がなされた。
解放すると下半身が人間の口が付いた巨大な蛸のような姿に変わり、今まで自分が喰らった33650体にも及ぶ虚の能力を全て同時に発現できるようになる。
解号は「喰い尽くせ『喰虚』（くいつくせ『〜』）」。

ヤミー・リヤルゴ
声 - 乃村健次
身長230cm（通常時） 体重303kg 4月3日生まれ
破面・No.10⇔No.0（アランカル・ディエス⇔アランカル・セロ） / 第10十刃⇔第0十刃（ディエス・エスパーダ⇔セロ・エスパーダ）
司る死の形：憤怒
頭部には角のように突き出た部分があり、目元に眉と同じ色の仮面紋と下顎骨を象った仮面の名残を持ち辮髪で濁赤色の眉をした色黒の巨漢の破面の成体。
一人称は「俺」。左肩に「10」の刻印があり、胸部に虚の孔がある。
粗野かつ粗暴な性格で、自分より下だと思う者を見下す言動を取り、同族であっても躊躇無く殺害するほどに短気かつ暴力的だが、相手に翻弄された時には怒りを露にすることがある。
運がいい場面に遭遇した場合「スエルテ（ラッキー）!!（Suerte…スペイン語で幸運）」と叫ぶ癖、相手の実力が自分より下だった場合に舌打ちする癖がある。
攻撃力は高いが反面力任せでやや雑であり、霊圧の探査能力も低い。また、巨体故に移動速度は優れておらず、特に解放後は形態の形状の関係もあってより顕著となる（アニメではルキアと恋次の瞬歩に動きが付いていけずに苛立つ様子が描かれた）。反面、間合いに入った相手に対しては的確に素早く対応している。戦闘においてはチャドや織姫ら霊力のある人間を難なく倒すことはできるが、（内なる虚に妨害される前の）卍解した一護、浦原、夜一などの戦闘センスに秀でた者に対しては劣勢を強いられ、また二度目の現世侵攻の際にも浦原に歴然とした力の差を見せ付けられた。
戦闘は素手の殴打と飛び道具系の技のみで、斬魄刀を武器として扱うことは一度もなかった。
防御力はかなり高く、白打の達人である夜一が打撃した手足を逆に負傷するほどの霊圧硬度の鋼皮を持ち、石田が渾身の力を込めた矢も貫通するには至らなかった。また、巨大化後は虚化した一護の月牙天衝が首に直撃しても、多少出血しただけで大してダメージを受けなかった。最初に現世に降り立った際に一護に右腕を斬り落とされるが、斬られた右腕は持ち帰っていたため後に修復された。キャラブックによると鋼皮はノイトラに次ぐ硬さを誇る。
ウルキオラ、グリムジョー、ノイトラをゴミと言い捨てているが、ウルキオラに対しては悪態をつきつつも相棒のような関係で、邪魔者扱いされても自分なりにウルキオラの手伝いをしようとしたり、ウルキオラが死亡したことを知った時は悲しげな様子を見せているなどある程度の仲間意識は持っていたようである。
力を蓄えた後、斬魄刀を解放することで数字が変化する唯一の特殊な破面でもあり、解放後は十刃内の順列も最低から最高に移り変わり、それに伴い左肩の「10」の刻印も「0」に変わる。睡眠や暴食で霊圧が蓄積するほか、怒れば怒るほど巨大化する能力を持っている模様。元々の巨躯が怒りまくった影響で現世襲来時の2倍強ほどになっていた。また、この状態になると元々の暴力性がさらに増す。ゲーム版「ブレイドバトラーズ2nd」では普通の人間の2倍ほどの大きさであり狛村と比べてもかなり大柄に描写されている。
ウルキオラとともに作中初めて登場した破面。一護たちと十刃の激闘の最中、自身は虚夜宮内の自分の宮で食事を貪り力を完全に回復させた後に参戦。一護とウルキオラの一騎討ちに乱入するも、涅マユリ特製の地雷を用いた石田の妨害により足場を崩され地上まで落下。その後、ウルキオラの敗北を悟ると斬魄刀を解放してルキアたちを襲撃 し、ルキアの助けに入った一護と交戦後、援護に来た白哉・剣八との死闘の末に敗北。その後、自分に懐いていた従属官である子犬クッカプーロに寄り添われながら、息絶えた。
アニメの予告やおまけでは道を度々迷ったり、技名や他の十刃のメンバーの番号を忘れるなど、低能さがより強調されていた。また本編ではロリや石田との戦いが追加されており、百刺毒娼の毒が効かず、銀嶺弧雀・ゼーレシュナイダー・破芒陣を受けても立ち上がるタフさを見せている。
帰刃：『憤獣（イーラ）』
解放する際は一気に抜刀し、刀身が爆発を起こして爆風を噴き上げる。この爆風が肩にある数字を徐々に削ぎ落としていき『10』から『0』に変わる。
解号・帰刃の名前通り、獣のように巨大化し、怒りを貯めれば貯めるほどに姿が巨大化および変化していく能力を持つ。
解放すると巨大化し、腰には赤い前垂れが出現し、下半身が計16本の足を持つサソリのような姿になり、尻尾の部分がハンマーのような形状となる。頭部の角らしき隆起がより強く顕在化し、背骨に沿って柱に似た角が生え、下顎にあった仮面の名残が完全に定着している。また、両肘にはピストンのようなものが突き出ており、これを作動させることで拳を打ちつけたままさらに追撃を加える。圧倒的な破壊力を誇る反面、肉体が巨大化したことでさらに小回りが苦手となる。
媒体によって色彩が異なり、原作は角と下半身の脚部が鈍い銀色なのに対して、アニメでは角が紫色で全身がほぼ肌色をしている。
この形態でさらに怒ることで、前形態の二倍ほどに巨大化。背中に巨大な二本の角が生え、再び二本足になり、四本角の鬼のような顔を持つ尾が生えたゴリラのような第二形態に変化する。これよりさらに巨大化が可能で、その度に腕力や霊力が倍増し、それまでに受けたダメージ（肉体の欠損も含めて）が全快する。原作ではこの後さらに変形し黒い体毛に覆われた身の丈ほどの巨大な尾が生えた姿となった。
解号は「ブチ切れろ『憤獣』（ぶちぎれろ『〜』）」。

### 従属官（フラシオン）
十刃直属の部下。十刃によって、直属の部下に選抜される数字持ち以下の成体破面たち。
従属官の数の上限は定められていないため、全く選ばない者もいれば、大量に選ぶ者もいる。十刃と部下の関係性は十刃によって様々である。

#### スタークの従属官
リリネット・ジンジャーバック
厳密には従属官ではなく、通常なら斬魄刀となるべき虚の破面化現象において、あえて刀ではなく人型をとっている姿であるため、正確には第1十刃である。
詳細は「#リリネット・ジンジャーバック」を参照。

#### バラガンの従属官
バラガンを『陛下』と仰ぐ、戦士然とした破面で構成。
藍染による現世侵攻にバラガンに付き従って同行し、転界結柱の護衛役を務める死神や、一部の隊長格との死闘の末に全員討ち死にした（ただし、クールホーンのみ明確な死亡の描写が無いのか、彼のみ再登場を果たせた）。
また、アニメ版オリジナルエピソードでは名称不明のシュモクザメに似た姿の従属官（声 - 竹本英史）が存在していたが、私怨による勝手な行動を起こしたため、藍染によって粛清されている。
シャルロッテ・クールホーン
声 - 三宅健太
身長192cm 体重125kg 8月8日生まれ
破面・No.20、自称「バラガン陛下の第一の従属官」。
頭部にカチューシャ状の仮面の残骸を残し、本人曰くエキゾチックな紫色の髪（地毛）をした厳つめでゴツめでもある濃い容姿をしたオカマ。
一人称は「私」。陽気でおしゃべり。弓親に勝るとも劣らないナルシストで自分の容姿に対して極度の美意識を持っている（それ故に普通の攻撃や虚閃にやたら気取った長い名前をつけているが、弓親には「醜い」と認識されている）。
小説ではバラガンへの忠誠心が垣間見えており、クールホーン曰く已己巳己巴よりバラガン様の方が格が上とのことらしい。
空座町へ侵攻した藍染たちと護廷十三隊の戦闘で、転界結柱の護衛役を務める弓親と交戦、斬魄刀を解放し彼を追い詰めるも「白薔薇ノ刑」を発動したことが災いし、弓親の『瑠璃色孔雀』に霊圧を吸い尽くされ敗北。最期は弓親の信念に呆れつつも、敬意を示しながら息絶えた。
空座町での戦いの後、彼の遺体はマユリによって技術開発局の局長室に運ばれていた。
千年血戦篇でマユリによって改造・再生され、同じく改造・再生されたルピやドルドーニやチルッチと共に、マユリと星十字騎士団のジゼル・ジュエルとの戦いに動員される。その際にジゼルに対し自分に似ている（男だが女の姿をしているという意味で）と発言したが、ジゼルから「一緒にするな！」と言われている。破面ゾンビ軍団の中では最も丈夫なようで、マユリの電撃を受けても他の破面ゾンビたちが苦しむ中、1人電気を浴びながらポーズを取りつつ平然と話しており堪えていなかった。星十字騎士団のバンビエッタ（ゾンビ化）を圧倒し、帰刃を使うまでもなく虚閃だけで勝利した。その後、ゾンビ兵となって現れた日番谷と戦おうとするも、一撃で戦闘不能にされてしまう。以降は本編では登場しなかったが、軽はずみな行動に怒ったマユリから「瀕死放置の刑」をされていたようだが、本人は放置プレイの一種と考えていたらしく、精神ダメージは皆無だった模様。
小説版『Can't Fear Your Own World』では、「涅骸部隊」の一員として使役される状況を半ば楽しんでいる様子で、叫谷での戦いにも同行していることが書かれた。
帰刃：『宮廷薔薇園ノ美女王（レイナ・デ・ロサス）』
解放するとバレリーナのような雰囲気の露出多めの格好に変わる。スピードやパワーなど身体能力が強化されているようだが、詳しい能力は不明。
本人はこの姿を気に入っているが、弓親には哄笑された。現在登場している斬魄刀で、唯一カタカナ表記が入っている。
解号は「煌めけ『宮廷薔薇園ノ美女王』（きらめけ『〜』）」。
技「白薔薇ノ刑（ロサ・ブランカ）」
黒い茨で自分と相手を闇で覆い尽くした後、巨大な薔薇の花を出現させ、敵を花弁で包み込んで死に至らしめる技。クールホーン曰く「もっとも美しく最も残酷な技」。
この黒い茨の中は外部から視界・霊圧共々完全に遮断される。また、小説によれば弓親の「瑠璃色孔雀」とほとんど同じ能力であることが判明し、敵から霊力を吸い上げる能力で、薔薇の花も吸い上げた霊圧で育つと思われる。
アビラマ・レッダー
声 - 田中一成 / 勝杏里（ゲーム『Rebirth of Souls』）
身長183cm 体重92kg 8月19日生まれ
破面・No.22
部族の戦士のような風貌で頭部に鳥の頭蓋骨を模した仮面の名残を持ち顔面に赤色で隈取のような仮面紋と上半身にも同色の模様を持つ男性破面。
一人称は「俺」。言動から分かる通り荒々しい性格で、上から目線な言い回しが多々ある。
性格ゆえに闘いとは己を鼓舞し相手をぶちのめす爽快なものと考えており、小細工を使う戦闘を嫌い、戦闘前は自分の士気を鼓舞するために相手を倒すという気持ちを込めて互いに絶叫しあうというのを仕来りとしている。
転界結柱の護衛役を務める吉良と交戦するが、吉良の『侘助』の能力で翼を重くされたことで身動きが取れなくなり、命乞いも空しく吉良に首を落とされ戦死した。
アニメ版では重さに耐えながらも最後の抵抗を試みるが、逆に返り討ちにされ、原作同様吉良に首を落とされている。
帰刃：『空戦鷲（アギラ）』
解放するとガルーダを思わせる鳥人の姿に変わる。
翼は鋼のように重く、羽根を飛び道具のように放って敵を攻撃することができる。
解号は「頂を削れ『空戦鷲』（いただきをけずれ『〜』）」。
技一覧
「餓翼連砲（デボラル・プルーマ）」
大量の羽を一斉に放つ技。羽は飛ばしたしりから超速再生する模様。
「餓翼風盾（プルーマ・ビエント）」
翼で風を起こして相手の攻撃を払い落とす。
「噴血餓相（デボラル・エルプシオン）」
胸に描かれた仮面紋に爪を突き立て描き、仮面の形状の多少の変化とともに羽を4枚に増やす。
フィンドール・キャリアス
声 - 近藤隆
身長180cm 体重67kg 6月27日生まれ
破面・No.24
顔の上半分と輪郭にそっての部分が仮面の名残で覆われた（顎の部分に虚の歯がある）長髪で美形の男。
一人称は「俺」。「エサクタ！（【Exacta】＝スペイン語で「正解」の意）」が口癖で檜佐木戦でもよく使用していた。小説ではアウラに真似されている。
性格は紳士的だが自惚れが強い（全力を出せば隊長格と同等と豪語していたことからもわかる）。
斬魄刀とは別に両手に刃が付いており、それで幾つかの能力を行使できる。
転界結柱を護衛する檜佐木との交戦中、檜佐木に対し終始余裕を見せ、斬魄刀を解放し決着を付けようとするも、檜佐木の斬魄刀「風死」のトリッキーな攻撃には敵わず、恐れをなして逃走するが、背後から斬られ戦死した。
アニメ版では虚閃を放ち檜佐木と刺し違えようとしたが、虚閃を打ち破られ戦死した。
帰刃：『蟄刀流断（ピンサグーダ）』
レイピアを模した形の剣となっている。解放すると右半身が鎧状の装甲で覆われ、両腕にはシオマネキを思わせる左右非対称のハサミが形成される。さらに右腕部分のハサミには付け根辺りにワイヤーロープが仕込まれていて、右肩の装甲へ接続されている。また、ハサミは斬りつけるだけでなく盾としても使用でき、水を放つ技もできる。
解号は「水面に刻め『蟄刀流断』（みなもにきざめ『〜』）」。
技一覧
「彫面（アフィナール）」
仮面を両手にある刃で自ら割ることで自分の戦闘能力を向上させる。
また、割れば割るほどに強くなり、フィンドール曰く「9割の仮面を剥いだ俺は隊長格と同等」とのこと。
「呼虚笛（シルビード）」
両手にある刃で笛を吹き、大型の虚を呼び出す。
「海王鋏（ティヘラス・ネプトゥネア）」
ビルを綺麗な断面で切り裂く威力の高圧水流のカッターを放つ。
チーノン・ポウ
声 - 白熊寛嗣
身長391cm 体重500kg 3月4日生まれ
破面・No.25
虚ろな表情をした巨漢で、顎に仮面の残骸があり、両頬に薄緑色で頂点を内側とした三角形の仮面紋がある。
一人称は「私」。バラガンの従属官中、最も人間離れした体格をしており、異様に長く大きな腕をしている。
唯一バラガンを陛下と呼ばず「様」付けで呼んでいる（ただし、ポウの敗北後にバラガンが憤慨した際、陛下付けで呼んでいるジオは一度「バラガン様」と呼んでいた）。
虚圏でも辺境の出身でバラガンが直々にスカウトした人材。それ故に話は流暢ながらもやや片言で感情が昂ると本来の片言口調に戻る。また「ぽはははは」という独特な笑い方をする。
見た目通りに肉弾戦を得意とし、斬魄刀は袖の中に隠している。隊長屈指の膂力を誇る狛村の拳にも堪え、逆に殴り飛ばすパワーを備えるなど、腕力やタフネスは従属官の中でも群を抜いている。
転界結柱を護衛する一角を倒し、転界結柱を破壊。一角に止めを刺そうとするが援護に来た狛村と交戦、斬魄刀を解放するも自身よりもさらに巨大な狛村の卍解『黒縄天譴明王』に取り乱してしまい、一撃で叩き伏せられ戦死する。
アニメ版では敗北前に黒縄天譴明王と肉弾戦を繰り広げている。また、原作では倍近い体格差がほぼ同じ巨体となっている。
帰刃：『巨腕鯨（カルデロン）』
ポウ自身の体と比較して非常に小さい刀で、袖の中に入れて携帯している（アニメ版ではデザインの一部が異なっている）。
解放するとビルのように巨大化し、全身がクジラのようなスーツで覆われ、両頬の仮面紋は下方に伸びる。この体躯になると身体が重いのか、ポウ自身も気だるげな態度を見せる。数十メートルはあると思われる巨体で、剛腕を振るい敵を叩き潰す。
解号は「気吹け『巨腕鯨』（いぶけ『〜』）」。
ジオ＝ヴェガ
声 - 柿原徹也
身長163cm 体重48kg 5月7日生まれ
破面・No.26
拳法着のような服を着ており、サーベルタイガーのような頭蓋骨を模した仮面の名残を被り、髪を三つ編みにしている中性的な顔立ちの少年。
一人称は「俺」。小生意気かつ快活な性格をしており、口数が多い。また、自信家で頭に血が上りやすいとみられる部分がある。
頭に鋭く長い牙を持つ仮面の名残をかぶっているが、仮面の名残の牙部分は飛ばして攻撃や相手の動きを封じることに使える。
シャルロッテたちの敗北により憤慨したバラガンの気を静めるため、ニルゲとともに出陣。砕蜂と対決し、斬魄刀を解放して砕蜂を劣勢に追い込むものの、ニルゲに勝利した（アニメでは、ニルゲを気絶させた）大前田が割り込んだことで形勢が逆転。実戦形態へ変貌するも、一度も見せ場を与えられることなく、砕蜂の「弐撃決殺」により戦死した。
帰刃：『虎牙迅風（ティグレストーク）』
切っ先が平たい形の刀で、ジオは逆手に持って使用する。
解放すると拳法着と巨大化した三つ編みが縞模様に彩られ虎のような姿に変わり、額に沿うように一本、両側の頬に左右対称の三本の仮面紋が出現、三つ編みの先端と両手首に刀が生え、これを用いた接近戦を得意とする。
「虎牙迅風・大剣（ティグレストーク・エル・サーブル）」
虎牙迅風の実戦形態で、ジオ＝ウェガ曰くは「本当の力」とのこと。
発動すると肉体が筋骨隆々に巨大化し、両前腕そのものが鋭い鉤爪へと変貌する。
解号は「喰い千切れ『虎牙迅風』（くいちぎれ『〜』）」。
技「双射（ミシル・ディエンテ）」
仮面の名残である2本の牙を高速で射出する。
ニルゲ・パルドゥック
声 - 松岡大介
身長212cm 体重152kg 10月17日生まれ
破面・No.27
仮面の名残をヘルメットのように被り、両目に隈取に似た仮面紋を持ち常に下顎の牙が突出している、大柄で太った体格の大男。
性格は大雑把でのんびり屋。そこそこ頑丈な鋼皮を持つ。
大前田希千代と戦い、大前田に挑発されたことで斬魄刀を解放。大前田を追い詰めるもそれは全て彼の芝居であり、油断したところを大前田の「五形頭」の攻撃を受ける。最後は大前田をからかっている所をジオの攻撃で飛ばされた砕蜂の直撃を受けてしまい、このまま倒され戦死。アニメでは気絶しただけで、その後も生存しており、大前田とも再戦するが、砕蜂を助けるために大前田に気絶させられ意識を取り戻すも、結局「五形頭」の一撃を食らい戦死した。
名前は単行本のおまけに書かれており、本編で名乗らなかったことを本人はそこで後悔していた。
アニメ版では次回予告では大前田に「巨象兵（マムート）」と呼ばれていたため、本編で名乗らなかったことを原作以上に悔やんでいるのが垣間見える。
帰刃：『巨象兵（マムート）』
解放すると二足歩行のマンモスのような姿に変わる。巨体になるため解放前より機敏性は落ちるが、ビルを軽々と飛び越えるほどの高い跳躍力を備えている。柔軟性に優れた鼻は伸縮自在で、握り潰す力も4tを超える。
解号は「踏み潰せ『巨象兵』（ふみつぶせ『〜』）」。

#### ハリベルの従属官
女の破面3人で構成。3人とも喧嘩ばかりしているが、ハリベルへの忠誠心は高い。
全員アジューカス級で、アニメ版で大虚時代からハリベルの部下だったことが明らかになっている。また、従属官の中では後に生まれたことから新参者であることが確認されている。
ハリベルと共に藍染による現世侵攻に同行し、乱菊・雛森と対戦。雛森の鬼道による攻撃を受けたことで斬魄刀を解放、混獣神（キメラ・パルカ）でアヨンを呼び出し、乱菊・雛森を始めとしたほとんどの副隊長たちを死の寸前にまで追い込んだ。しかし元柳斎によってアヨンを倒され、隻腕のまま3人がかりで挑むも元柳斎に一蹴される。
一護と藍染の対決終結後は、織姫の治療で3人ともハリベルと共に一命を取り留め、虚圏に帰還。崩壊した虚夜宮でヤミーの霊圧跡に留まっていたクッカプーロを発見後、バラガン亡き後の虚圏の王座に立つにふさわしいとハリベルに求めるも、ハリベルはこれを拒否。3人とも旅をすることを決意したハリベルに着いていき、姿を消した。
千年血戦篇では、キルゲの部隊と戦闘し圧勝するが、キルゲ本人には歯が立たず惨敗。駆けつけた一護に一度はバトンタッチするが、戦闘中にアヨンを密かに召喚し、キルゲの完聖体による攻撃ごとキルゲを不意討ちで殴り飛ばし、一護に代わって再び戦闘。圧勝し死の寸前まで追い込んだと思いきや不意討ちでアパッチを倒され、さらに霊子吸収により逆にアヨンを吸収され、最後の切り札である蛇殻砦ごと全員吸収されかけ、事実上敗北する。しかし、一護がキルゲを不意討ちで攻撃したことでキルゲの霊子吸収攻撃が中断され、瀕死になることはなかった。また、この篇で彼女ら3人に「3匹のけだもの」という意味の"3獣神（トレス・ベスティア）"という通り名が付いていることが明らかとなった。
作者によれば3人のモデルはPerfumeの3人とのこと。それぞれエミルー・アパッチのモデルが「のっち」、フランチェスカ・ミラ・ローズのモデルが「あーちゃん」、シィアン・スンスンのモデルが「かしゆか」。
エミルー・アパッチ
声 - 佐久間紅美
身長156cm　体重42kg　5月17日生まれ
破面・No.54
小柄な体格でオッドアイ。左目の周りに隈模様があり、額に角のような仮面の名残を持つ。
一人称は「アタシ」。性格は短気かつ攻撃的で、しばしば怒りっぽさを見せる。自身の力に自信を持つ故か、相手の得体の知れない攻撃に迂闊に手を出すような短絡的な行動もある。短気故か他煽りに弱く、すぐ煽られてしまう。
アニメ版では大虚時代の姿も登場しており、破面になる前は鹿に似た姿をしていた。ある雄の大虚に襲われた所をハリベルに助けられ、そのハリベルに導かれ、そのまま仲間になった。そのため、ハリベルの従属官の中で一番の新人であるが、破面として生まれ変わったのは彼女が先である。
一護と藍染の対決後、深手を負った状態でルキアや織姫らの前に現れ、ハリベルの救済を求めた。その際、人間に頼らなければならなかった無力さとともに感謝の気持ちを抱いている。
千年血戦篇では服装が変わり、両腕には手甲、胸にはプロテクター、頭には剣闘士を思わせる鬣のある兜を着けている。
帰刃：『碧鹿闘女（シエルバ）』
解放前は円の一部が欠けた形状のチャクラムで、普段はブレスレットのように両手首に着けており、飛ばして攻撃もできる。
解放するとヘラジカのような角が形成され、鋭い爪を持ち、首から下が毛皮のような服で覆われる。
なお、解放後は仮面紋が右目にも現れ、眼の色も左右で同じになる。
解号は「突き上げろ『碧鹿闘女』（つきあげろ『〜』）」。
フランチェスカ・ミラ・ローズ
声 - 石塚さより
身長177cm　体重68kg　8月17日生まれ
破面・No.55
かなり露出の高い服に上腕と腰には紫色の宝石のような装飾品を着け、頭と首元に仮面の名残が飾りのように付いている。高身長かつ筋肉質。
一人称は「アタシ」。性格はアパッチ同様に攻撃的・好戦的で割合短気な印象を与えるが、時折冷静さを見せることもある。アパッチ同様煽りに弱く、すぐに煽られてしまう。
アニメ版では肌の色が異なる（アニメ版では褐色肌）。また、大虚時代の姿も登場しており、破面になる前は金色の仮面を着けたライオンの姿をしていた。
千年血戦篇ではアパッチ同様服装が変わり、頭には二本の角が付いた兜を着けている。
帰刃：『金獅子将（レオーナ）』
解放前は大剣のような形をしている。
解放すると帰刃前よりも巨大な大剣を装備し、ライオンを思わせるビキニアーマーを纏った姿に変わる。頭の仮面が兜のような形状に変わり、眉間に仮面紋が現れ、頭髪もたてがみを思わせるほどに増量する。
解号は「喰い散らせ『金獅子将』（くいちらせ『〜』）」。
シィアン・スンスン
声 - 瀬那歩美
身長154cm　体重41kg　2月17日生まれ
破面・No.56
長髪で、アオザイのような袖の長い服を着て髪飾りのような仮面の名残と右頬にピンク色の仮面紋がある。一人称は「私」。
常に袖口で口元を隠す癖がある。アパッチ、ミラ・ローズとは違い一応言葉使いは丁寧だが、かなりの毒舌家で対乱菊戦で乱菊に煽られる2人をさらに煽りだし、アパッチとミラ・ローズから「てめースンスンどっちの味方だ！」とキレられている。
アニメ版では大虚時代の姿も登場しており、破面になる前は頭頂部が装甲で覆われた（虚には珍しく顔が仮面で覆われていない）大蛇の姿をしていた。
千年血戦篇では服装が変わっているが、他の二人ほど大きな変化はない。
帰刃：『白蛇姫（アナコンダ）』
解放前は釵の形をしており、袖の中に入れて携帯している。
解放するとナーガを思わせる半人半蛇の姿に変わる。頭の仮面が首の後ろまで伸びた形状に変わり、左頬に右頬と同じ仮面紋が現れる。袖の下には腕が変化した大蛇が隠れている。
解号は「絞め殺せ『白蛇姫』（しめころせ『〜』）」。
「蛇殻砦（ミューダ）」
蛇が脱皮するように表皮を剥脱させ、その殻が霊圧を遮断する隔壁になる。殻は光学迷彩も備えており、敵の探知を完全に遮断できる。
アヨン
身長7.9m（尻尾込み：15.1m）　体重9.5t
斬魄刀を解放したアパッチとミラ・ローズとスンスンが「混獣神（キメラ・パルカ）」により自ら切り落とした左腕で創生した彼女らのペット。
頭に生やした角と体、髪型、蛇の尻尾のようにアパッチらの特徴を模した部分があり、外見は大柄で虚の仮面を被っているような人型をしている。喉下には口が、頭には虚閃を放つ目玉がある。
中身は獣そのものであり、言葉は話さず自らの殺戮本能に基づいて行動している。そのため主であるアパッチたちの命令も聞くことはなく、チャドや織姫はおろか、彼女たちにすら不気味な存在として見られている。
戦う相手に瀕死の重傷を負わせるほどの怪力の持ち主であり、いたぶるのを楽しむかの如く一方的な攻撃をする場面が多い。また攻撃を受けても全く動じず、なおも相手に攻撃しようと向かっていき（元柳斎は人を殺すことしか考えられぬ物の怪と評した）、頭から真っ二つに両断されても動きを止めない生命力を持つ。
一見、感情のない怪物のように見えるが、傷を付けられると怒り狂い、隠されている目玉と口がむき出しになり、さらなる凶暴性を発揮する。また、千年血戦篇ではキルゲに敗れたアパッチたちを気にかけるかのような素振りを見せている他、傷ついた彼女たちを見て激昂しキルゲを攻撃したとも取れる描写になっている。
空座町での戦闘で乱菊や雛森と交戦中のアパッチたちにより召喚され、乱菊と雛森さらには2人の元に駆けつけた檜佐木や射場に重傷を負わせてほとんどの副隊長たちを追い詰めるが、副隊長たちの危機を前に現れた元柳斎と交戦するも相手にならず、流刃若火の炎で焼き払われた。
アニメでは左腕を切り落とすのではなく、3人の左腕がエネルギー状になりそれらが集束して創生される。創生後も腕に円盤状のエネルギーが付いている。また、原作よりもさらに巨大になっており、ビルをも超える体躯を誇り、再生能力も有している。
千年血戦篇では完聖体となったキルゲを倒すために登場。圧倒し、ボロボロの状態にさせるも致命傷には至らなかった上、逆にキルゲに吸収され、身体の一部にされてしまった。

#### ノイトラの従属官
テスラ・リンドクルツ
声 - 中村悠一
身長178cm 体重65kg 5月13日生まれ
破面・No.50
ノイトラの従属官。額に仮面の名残を付け、右目に眼帯を着用し黄土色の髪で右頬には水色の仮面紋を持つ男性。
一人称は「俺」。端正な顔立ちに丁寧な口調で優男のような印象を受けるが、ノイトラの命令であれば残忍な行為も厭わない。
ノイトラへの忠誠心の高さゆえに、敵の攻撃に対し身を挺して彼を護ろうとしたり、ノイトラが攻撃されると冷静さを欠いてしまうこともあるが、その行動はノイトラから厭われている。以前はノイトラとは上司と部下という関係ではなかった様子だが、この頃からノイトラを気遣う態度は見せていた。また、当時は右目に眼帯は付けていなかった。
ノイトラの命令で斬魄刀を解放し満身創痍の一護を痛めつけ、嬲り殺そうとしたが、助けに現れた剣八に一撃で倒される。その後、ノイトラが敗北したことに涙を流しながら息絶える。
帰刃：『牙鎧士（ベルーガ）』
解放前はサーベルのような形で、刀身の途中に輪の形をした刃があるという特殊な形状をしている。
解放すると猪のような巨人の姿になり、眼帯を付けていた右目には傷があり隻眼になっている（アニメでは傷はあるものの、隻眼ではない）。また両胸の部分に、解放前の服装に描かれているものと同じ模様が描かれている。特殊能力は持たず、筋肉質の屈強な肉体と怪力のみで敵を捻じ伏せる。
解号は「打ち伏せろ『牙鎧士』（うちふせろ『〜』）」。

#### グリムジョーの従属官
全員、アジューカス級時代にグリムジョーの下に付いていた破面で構成されている。グリムジョーによる現世襲来時に日番谷先遣隊との交戦で死亡。
シャウロン・クーファン
声 - 田中秀幸
身長190cm 体重74kg 11月4日生まれ
破面・No.11（アランカル・ウンデシーモ）
ギリアン級（元アジューカス級）。左目から頭部にかけて横長の鎧のような仮面の名残を着けた辮髪で長身痩躯の男性。
基本的には冷静で冷徹だが、時には敬語を使うなど紳士的な振る舞いをする。
現世を訪れ、ナキームと共に日番谷と乱菊を襲撃。斬魄刀を解放せずとも最初から卍解した日番谷を翻弄するが、限定解除をした日番谷の『竜霰架』によって首を刺され戦死した（アニメ版では多少異なる）。
破面になる前は一度アジューカス級まで進化しており、解放状態に近い姿をしていた。また、その頃からエドラドやイールフォルトやディ・ロイやナキームと徒党を組んでおり（アニメ版ではさらに名称不明の大虚が2体いたが、グリムジョーの攻撃を受けて以降登場していない）、そのグループのリーダーとなっていた。ある時グリムジョーと出会い、その強さを認め自身に代わるリーダーとして仲間に引き入れた。さらにヴァストローデ級を目指し、三千もの同属の虚を喰らっていたが、これ以上進化できないことを悟り、グリムジョーに自分たちを喰らうことを提案している。
帰刃：『五鋏蟲（ティヘレタ）』
解放すると昆虫の外皮を思わせる鎧の姿に変化し、辮髪はハサミムシの尾のような装甲で覆われ、顔の仮面の領域が顔の左半分から顎まで広がり、右に伸びていた突起が後ろへと伸びた形状に変形する。両腕には鋭く伸びた爪を装備しており、離れた物をも切り裂くことができる。
解号は「截て『五鋏蟲』（たて『〜』）」。
エドラド・リオネス
声 - 楠大典
身長200cm 体重120kg 8月25日生まれ
破面・No.13（アランカル・トレッセ）　
ギリアン級（元アジューカス級）。鼻の上にアイマスクのような仮面の名残を着け、左半分坊主・右半分長髪（髪の色はアニメ版では赤）という髪型をしている巨漢の男性。
外見とは裏腹に敵の力を冷静に分析し敵の強さを素直に称え、また粉々に叩き潰すまではしたくはないと言うなど、情け深い一面もある。
現世を訪れ、一角と弓親を襲撃し、一角と戦闘。斬魄刀を解放して一角を追い詰めるが、一角の卍解・龍紋鬼灯丸の前に敗れ去る。最期の瞬間には一角の名前を聞いておいて良かったと言い残し息絶えた。
破面になる前はシャウロンたちと共に一度アジューカス級まで進化、解放状態に近い姿をしていたが、同様の理由でこれ以上進化できないことを悟り、諦めた。
帰刃：『火山獣（ボルカニカ）』
解放すると鼻の仮面が消え、両耳の付近に仮面のようなものが形成される。また、肩の関節から両腕にかけての部分が、その部位から溶岩のようなものを噴出す形で巨大化し、見た目は鎧のような形状となる。解放後は肩から火炎を噴射する能力を得る。変化した皮膚の硬度のみでも凄まじい殺傷力を生むが、両腕の肩から噴射される火炎を利用した拳はグリムジョーの腹心の中でも最高の破壊力を誇る。
解号は「熾きろ（本誌掲載時は「起きろ」）『火山獣』（おきろ『〜』）」。
技「手甲掌（パルマ・プランチャ）」
開放前に使用。霊圧を手に込めたビンタ攻撃。
ナキーム・グリンディーナ
声 - 武虎
身長180cm 体重295kg 8月3日生まれ
破面・No.14（アランカル・カトルセ）
ギリアン級。右頭部全体を覆う仮面の名残を被った、無口でおかっぱ頭の太った男。
現世を訪れ、シャウロンと共に日番谷と乱菊を襲撃する。最初は乱菊を圧倒するが、限定解除をした乱菊の灰猫によって切り裂かれ戦死した（アニメ版では最期が多少異なる）。
かつてはシャウロンたちと共に行動していたが、シャウロンたちと同じ理由で進化を諦めグリムジョーの下につくようになった。
また、破面になる前の姿はギリアン級ながら仮面の形状が違っているが、これはナキームがアジューカスに近い、「個」を持ったギリアン級であったため。
戦闘では全身の体重を足に乗せて繰り出す蹴りが得意であるが、反面で腕を使う殴打などの攻撃を繰り出すのが苦手。
斬魄刀を解放しなかったため、所持している以外は名称・能力共に不明。
イールフォルト・グランツ
声 - 遠近孝一
身長185cm 体重67kg 6月22日生まれ
破面・No.15（アランカル・クインセ）
ギリアン級（元アジューカス級）。左前頭骨に仮面の名残を着けた伊達男で、髪は金色で長髪。
敵を見下して高笑いをするのが特徴で、死神のことを「兄弟」と呼ぶ。
前述の破面・No.8（アランカル・オクターバ）であるザエルアポロ・グランツの兄。メガネの有無以外は髪の色や顔立ちなどよく似ているが、虚にどうやって兄弟ができるのかや双子なのかは明らかにされていない。
現世を訪れ、恋次を襲撃する。恋次と殺戮状態の雨を角で突き飛ばし、ジン太の棍棒をいとも簡単に防ぐなど、圧倒的な力の差を見せる。しかし、限定解除をした恋次の『狒骨大砲』により戦死した。アニメ版では最期が多少異なるほか、りりんたちとも戦っている。
シャウロンたちと共に行動し、アジューカス級まで進化、解放状態に近い姿をしていたが、進化の限界を悟り諦める。
小説「BLEACH Spirits Are Forever With You」で、イールフォルトの生前と誕生の設定が明らかとなる。
遠い昔の生前は敵を叩き潰すことに喜びを感じていた将軍でザエルアポロの兄であり、敗残兵を弟のザエルアポロに実験体として提供していたことが判明した。当時は境遇は違えどザエルアポロとは蔑んだ目がよく似ていたらしい。
その後、現世で工房の地下が死体で埋め尽くしかけた時、彼らが殺した何百何千という人間の魂が虚と化して彼らを工房ごと押し潰し、殺害される形で弟・ザエルアポロと共に死んだ直後に事態を瞬時に理解した彼が喉を噛み切り魂をすすって虚とななったため、本来は彼自身は存在しなかった。
しかし、ヴァストローデ級となり第0十刃の地位にまで登り詰めていたザエルアポロがある時に現状では完全なる生命となれないことを悟り、もう一度進化をやり直すことを画策する。
その際に兄の魂を基礎として自分の『戦士』としての素質を集めて身体から分離させ、生まれたのがイールフォルトである（これによりザエルアポロはアジューカス級にまで退化することとなる）。
上記の理由でザエルアポロから分離した後、虚夜宮から出て砂漠を彷徨い、グリムジョーらと出会って虚夜宮に帰還した。その際、弟には何の興味も持たれなかった模様。
帰刃：『蒼角王子（デルトロ）』
解放すると、上半身が牛のような巨大な姿（牛のような顔の内部にはイールフォルトの顔がある）に変化する。
頑丈な外皮（外骨格）と重量、巨大な角を利用した突きを繰り出す攻撃を得意とする。
解号は「突き砕け『蒼角王子』（つきくだけ『〜』）」。
ディ・ロイ・リンカー
声 - 近藤隆
身長168cm 体重59kg 6月19日生まれ
破面・No.16（アランカル・ディエシセイス）　
ギリアン級（元アジューカス級）。半月状の仮面の名残を被った男で、仮面の一部に包帯を着けており（アジューカス時代のグリムジョーに食べられたときの傷を隠すため）、鋭く尖った歯が目立つ。
空中戦が得意と自称していたが破面の中でも戦闘能力は極めて低く、エドラドやイールフォルトには「カス」「出来損ない」と蔑まれていた。ただし、ルキアの斬魄刀を素手で防御できているので鋼皮はそこそこの硬度はある模様。また、袖白雪を一時的とはいえ回避しているため、乱菊に傷ひとつつけれなかったナキームよりは強い可能性がある。
かつてはアイスリンガーによるグランドフィッシャーの修復に立ち会っており、グランドフィッシャーの失態の尻拭いを拒んでいた。また、この時は下半身が人間の形をしていなかった。
茶渡を助けに来たルキアと交戦、仮面の右目部分の穴から虚閃を放とうとするが、霊力の回復したルキアの『初の舞・月白』の前に敗れ戦死。
破面になる前は一度アジューカス級まで進化しており、巨大な蛇のような姿をしていた。過去、さらにヴァストローデ級を目指し、初めて出会ったグリムジョーを喰らおうとしていたが、逆に頭の一部を喰い千切られてしまい、それにより進化が止まってしまい、諦めた。
斬魄刀を解放しなかったので、所持していること以外は名称・能力共に不明。

#### ザエルアポロの従属官
ザエルアポロが改造した虚を藍染が破面化した者たちで構成されている。
皆一様に胴部分に縦3本ラインの入った衣装を着せられており、異形の姿をしている者が多い。
また、ダメージを負った時の回復薬という役割も併せ持ち、原作では直接彼らを食していたが、アニメでは一度光球に変えてから食べる。名前が明かされているのは3体だけだが、劇中では多くの名称不明の従属官が登場している。
ルミーナ、ベローナ
声 - 浪川大輔、杉山紀彰 
共にボールのような体型をした双子のようによく似た2人の男。髪型はルミーナはザンバラ髪、ベローナは辮髪という違いがあり、どちらも後頭部に仮面の名残がある。
カエルのように跳ねたりし、知能はあまり高くないことがうかがえる。
なお、ルミーナは恋次と石田と交戦していたザエルアポロに「回復薬」として喰われてしまった。ベローナはザエルアポロが帰刃した後は登場しておらず、恋次がクローンとともに卍解したことによる宮の崩落に、他の従属官共々巻き込まれたと思われる。以降の彼らの生死は不明。
メダゼピ
声 - 松岡大介
鼻から下と顔の左側以外が仮面の名残で覆われている、非常に巨大な破面。スキンヘッドで黄色い目と目の上の仮面紋も特徴。
恋次の支援に来た石田の矢を受けて戦死。
名前は倒された際に他の従属官が名前を叫んだことで判明する。

#### ヤミーの従属官
クッカプーロ
声 - 松岡由貴（ゲーム『Rebirth of Souls』）
身長34cm 体重2.5kg 4月4日生まれ
破面・No.35
ヤミーの従属官。顔上部が二本の角が生えた仮面で覆われ、背に数字が刻まれている破面の犬。
クッカプーロという名前は生前の頃の飼い主につけられたもので、劇中では呼ばれていない。
従属官という立場を与えられてはいるが戦闘能力は皆無であり、斬魄刀やそれに等しい武器も持ち合わせていない。小さいトカゲ型虚のように霊子に満ちた虚圏では呼吸だけで栄養を賄え、食事を必要としない。
名前以外の記憶はほとんどないものの、体の大きいヤミーを一目見て「大切なものに似ている」と思い、以来 彼に寄り添っていた。弱者を蔑み、容赦のないヤミーが唯一殺意を向けなかった存在。ヤミーの死後、虚夜宮に帰還したハリベルたちと合流。その無力さを危惧したアパッチが危険から遠ざけようと連れて行こうとするも、ヤミーのそばからは離れたくないと拒否、旅立つハリベルたち4人を見送った。

### 十刃落ち（プリバロン・エスパーダ）
何らかの理由（崩玉によって実力を持つ破面が生まれたなど）で「十刃」の権限を剥奪された、かつて十刃だった破面たちであり、作中では三体が登場した。剥奪の証として3桁の番号を与えられることから、「3ケタ（トレス・シフラス）」とも呼ばれている。今でこそ十刃から外されているが、一度は十刃として選抜されただけあって、「数字持ち」の破面とは一線を画す能力・戦闘力を有している。No.103のドルドーニがかつて、第3十刃だったことが小説で判明したことから、末尾の番号が当時の階級を示している可能性が高いと思われる。番号は他の数字と違って「ナンバー（日本語数字）」と読む（ただし、トルドーニはアニメ版ではスペイン語で名乗っている）。
ドルドーニ・アレッサンドロ・デル・ソカッチオ
声 - 石井康嗣
身長190cm 体重87kg 8月28日生まれ
破面・No.103、前々No.3
ラテン系ダンサーのような男性で、額に仮面の名残があり、着ている装束の腕部にはエルビス・プレスリーやボン・ジョヴィのステージ衣装の如きネイティブ・アメリカン・ファッション風のフリンジがある。
一人称は「吾輩」。武人のような性格で、一護を敬意を込めて「坊や（ニーニョ / Niño）」、ネルを「嬢ちゃん（ベベ / Bebé）」、葬討部隊（エクセキアス）を侮蔑して「小僧共（ホベンスエロ/Jovenzuelo）」と呼んでいる。また、ネルのネルシャワー（治癒能力のある涎）はゲロと言っていた。
帰刃時・通常時共に主に蹴りを主体とした戦法を用い、その蹴りで一護の『月牙天衝』を弾くといった『元十刃』としての高い実力を見せ付ける。
虚夜宮内部の通路で一護と遭遇。登場シーンではいきなり足を滑らせて下に落ちる形でズッコけ、その後も独特のテンションから一護とネルにドン引きされるなど、最初3ケタの意味を知らなかった一護とネルには、2ケタより格下の胡散臭いオッサンと思われていたが、戦闘状態に入ってからはとぼけた振る舞いとは裏腹な強さで一護を圧倒する。
藍染に道具として扱われていることを理解しつつも十刃へと返り咲くことを夢見て、本気の一護と正々堂々戦って戦果を挙げるためネルを狙うなどあえて卑怯な戦法で挑発するが、卍解・虚化した一護に敗れる。全力で己へ立ち向かった一護へ感謝の念を抱き、彼と葬討部隊が遭遇しないようわざと彼に斬りかかる素振りを見せ、一護を追ってきた葬討部隊と交戦し戦死した。
交戦中は、「甘さ（チョコラテ）はここに置いて行け」と戦いにおける優しさを捨てるよう一護を気に掛けていた。
彼の遺体は、その後でザエルアポロによって保管された。ザエルアポロがマユリに討たれた後、遺体はルピやチルッチの遺体と同様にマユリによって技術開発局の局長室に運ばれていた。
千年血戦篇でマユリによって改造・再生され、同じく改造・再生されたルピやチルッチやクールホーンと共に、マユリと星十字騎士団のジゼル・ジュエルとの戦いに動員される。一護との再会を願っていたが、生殺与奪権を握るマユリの命令で隊士ゾンビ軍団と交戦する。以降は登場せず、一護と再会した描写もない。
小説版『Can't Fear Your Own World』では、チルッチと同様に自身の目的のために心が折れないまま、契約として仕事を熟しており、叫谷での戦いにも同行している。また、ネリエルの前任の第3十刃であったことが明かされた。
帰刃：『暴風男爵（ヒラルダ）』
斬魄刀を完全に抜かなくても解放可能。解放すると脚部に竜巻を模った鎧と、肩の部分に猛獣の角のような鎧が形成される。脚部の鎧の足首の部分から伸びた煙突状の突起から先端部が鳥のような形をした竜巻を発生させ、蹴撃に合わせて打ち出して攻撃する。
小説『Can't Fear Your Own World』ではマユリの改造により戦闘能力が数倍に上昇している。
解号は「旋れ『暴風男爵』（まわれ『〜』）」。

チルッチ・サンダーウィッチ
声 - 桑島法子
身長158cm 体重47kg 2月27日生まれ
破面・No.105
ゴスロリを思わせる妙な服を着ている女で、左頭部に小型の飾りのような形をした仮面の名残がある。
一人称は「私」。攻撃的な性格で、相手をいたぶることを喜んでいる節すら見られるサディスティックな部分がある。
虚夜宮内の通路にある巨大な柱だらけの部屋で石田雨竜との対決の中、偶然そこにたどり着いたペッシェの『無限の滑走』で転倒し、「コケにされた」と怒り斬魄刀を解放するが、石田のゼーレシュナイダーに敵わないと知り、二度と戻れないことを覚悟して翼などを切り落として霊子化し剣に変えて挑むも、ゼーレシュナイダーを鎖結（さけつ）に撃ち込まれ敗北した。その後、葬討部隊によって処刑された。
彼女の遺体は、その後でザエルアポロによって保管された。ザエルアポロがマユリに討たれた後、遺体はルピやドルドーニの遺体と同様にマユリによって技術開発局の局長室に運ばれていた。
千年血戦篇でマユリによって改造・再生され、同じく改造・再生されたルピやドルドーニやクールホーンと共に、マユリと星十字騎士団のジゼル・ジュエルとの戦いに動員される。本人は石田へのリベンジに燃えていたが、生殺与奪権を握るマユリの命令で渋々隊士ゾンビ軍団と交戦する。以降は登場せず、石田と再会した描写もない。
小説版『Can't Fear Your Own World』では、ドルドーニと同様に自身の目的のために心が折れないまま、契約として仕事を熟しており、叫谷での戦いにも同行している。
帰刃：『車輪鉄燕（ゴロンドリーナ）』
解放前は普通の刀剣とは違い、ワイヤーを通したチャクラムのような形状をしており、振り回して攻撃したり、柄を大きく振ることでそのチャクラムを遠くに飛ばしたりして相手を斬り刻む。
解放すると両腕が鳥の前脚のように長大化し、頭には羽根飾りのようなものが、背中には刃を数枚重ねたような翼と長い尻尾が形成される。この翼の刃は常に高速振動しており、多少の攻撃は弾いてしまう。この能力は霊圧の消費が激しく、彼女自身「燃費が悪い」と評している。
小説版『Can't Fear Your Own World』では、雨竜と交戦した際に不要の部位として切り捨て霊子化させていた両腕と翼が、マユリの手によって復活している。
解号は「掻っ斬れ『車輪鉄燕』（かっきれ『〜』）」。

ガンテンバイン・モスケーダ
声 - 船木真人
身長200cm 体重121kg 9月21日生まれ
破面・No.107
オレンジ色のアフロヘアーの男で、額を覆った仮面の名残に星（☆）のマークが付いている。この仮面はサングラスやゴーグルのように装着が可能。
生前の名残なのか、十字を切るなどクリスチャンのような仕草が見られる。
ツイスターゲームのスピナーを彷彿させる装置が並んだ部屋で茶渡と交戦し、当初は有利であったものの、自身の力に呼応する形で茶渡の『巨人の右腕』の真の能力と攻撃の力『悪魔の左腕』が覚醒。それにより形勢逆転し、「魔人の一撃（ラ･ムエルテ）」で吹き飛ばされて敗北。その後、チャドと共に葬討部隊に処刑されかけるものの、卯ノ花らに助けられ一命は取りとめた。その後は一切登場しない。
千年血戦篇および小説で唯一未登場の十刃落ちでもある。
公式Q＆Aにて、その後の動向と設定の一部が明かされた。作中にて自身が崇拝する神とは、第2十刃バラガン・ルイゼンバーンである事が判明。バラガン死亡後もそれは変わらず、一命を取りとめて以降は同じくバラガンを崇拝する破面たちとともに小さな国を作っている。
帰刃：『龍拳（ドラグラ）』
解放前はグリップの両端に小さな刃があるという暗殺に使われる鉤爪「バグ・ナグ」のような形状をしている。爪部分の間に霊圧を流し、打撃の威力を高めることができる模様。
解放すると両腕と背中に丸いアルマジロのような鎧が形成され、霊圧を纏ったパンチ技を主体として戦う。作中では解号を言わずに帰刃（斬魄刀解放）している。
技「主よ我等を許し給え（ディオス・ルエゴ・ノス・ペルドーネ）」

### 22号地底路の番人
一護たちが虚圏で最初に侵入した22号地底路の番人として警備を任されている破面。数字持ちだが成体であるかどうかは不明で、現世を襲撃した完全な人間形態であった破面と比べて虚に近い姿をしており、斬魄刀も所持していない。
デモウラ・ゾッド
声 - 飯島肇
身長350cm 体重392kg 7月27日生まれ
破面・No.18
22号地底路の番人。目の周りを仮面の名残で覆った巨大な男。耳に十字架のピアスを付けている。
ギリアンから破面になったのか完全な人間形態ではなく、かなりの巨体で体格に不釣合いな長い腕を持っており、その言動から知能が低いことがうかがえる。
虚閃は使用せず、周囲の霊子を掌に巻き込み強力な平手を打ち込む力任せな攻撃を得意としている。
虚圏に潜入した一護たちをアイスリンガーと共に襲撃し、平手の霊子を巻き込む効果により霊弓を展開できない石田を苦戦させるが、交代したチャドの「巨人の一撃」に敗れ、意識不明の状態となる。その後、アイスリンガーと共に地底路の崩壊に巻き込まれ、以後は消息不明となる。
技「舌柱砲（レングア・トロンコ）」
口から舌を伸ばして攻撃する奇襲技。
アイスリンガー・ウェルナール
声 - 竹本英史
身長173cm 体重56kg 11月23日生まれ
破面・No.17
22号地底路の番人。鳥類の頭部のような仮面の名残が頭部の大半を覆い隠している。
デモウラ同様完全な人間形態ではなく（本人曰く、「巨大な力を得るために人の形を捨てた」）、極めて細い腕と植物の蔓のように長くしなる指を持つ。
作中序盤でディ・ロイと共に他の破面に先駆けて登場しており、グランドフィッシャーの修復・治療および破面（もどき）化を行っていた破面である。その当時はまだ成体ではなかったのか、再登場時と姿が多少異なっており、死覇装を身に付けていなかった。
「響転」と蔓状の指による攻撃で戦う。
虚圏に潜入した一護たちをデモウラと共に襲撃し、素早い動作と攻撃でそのスピードについていけなかったチャドを苦戦させるが、交代した石田の新たな霊弓「銀嶺弧雀」の前に敗れる。「藍染様は何も恐れていない」と言い残し、地底路の崩壊に巻き込まれ、消息不明となる。
技「翼状爪弾（ウニャ・ティロテアル）」
翼と両腕の細長い爪の先から、弾を発射する。最大で108発の連射が可能。

### 葬討部隊（エクセキアス）
侵入者討伐および戦闘での敗者に止めを刺す任務を負う「処刑部隊」。十刃からの命令により、敗者から戦闘記録の採取も行う。一般兵はルドボーンの帰刃の能力によって作り出されており、人間の頭蓋骨をそのまま象った仮面を着用している。
ザエルアポロから侵入者討伐の命令を受け、一護を排除すべく追跡していたが、追跡を阻む敗戦後のドルドーニと交戦状態になった。また、石田に敗れたチルッチにも何らかの処理をしている模様。その後チャドやガンテンバインにも何らかの処理を施そうとしたが、卯ノ花烈・虎徹勇音の介入により撤退。織姫を救出すべく第五の塔へ向かう一護を妨害するが、援護に現れたルキアたちと戦うことになる。
ルドボーン・チェルート
声 - 山口太郎
身長172cm　体重60kg　1月8日生まれ
破面・No.61
葬討部隊隊長。人型だが仮面は全く割れておらず、牛のような動物の頭蓋骨をそのまま象った仮面を着用している。
侵入者に対しても慇懃な言葉遣いで話し、職務に忠実。藍染により力を与えられた後も十刃に入ることは叶わず、十刃たちに対して畏敬の念を持っている。
解放して圧倒的な物量でルキアを辟易させるが、兵士を生み出す枝を袖白雪によって凍てつかされ敗北。直後に出現したヤミーに殴り飛ばされた（アニメでは、ルキアと加勢してきたチャドと恋次の連携攻撃で枝を凍らされる隙を作ってしまった）。
原作では生死不明のままフェーズアウトしたが、小説「BLEACH Spirits Are Forever With You」では、その後も生存していることが明らかになっており、虚圏から藍染が消えバラガン亡き後も威圧的な態度を取っていることでピカロたちには嫌われている模様。
なお千年血戦篇には未登場であったが、小説「BLEACH Can't Fear Your Own World」では、「見えざる帝国」のキルゲ・オピーが率いていた虚圏狩猟部隊の残党と交戦していたのが明らかとなった。藍染への恩義と敬意は変わっておらず、藍染がいた頃の虚圏の秩序の維持に努めていた。ゾンビとなったバンビエッタと交戦した後、突如として現れた彦禰に深手を負わされ、ロカから治療を受ける。
帰刃：『髑髏樹（アルボラ）』
解放すると刀が尖った枝のようなものに変化し、右半身（後に全身）が木の幹のようなもので覆われ、下半身が樹の根のように変化する。さらに背中には左右対称に先端に髑髏がついた枝を生やす。枝の先端にある髑髏から無限に葬討部隊の兵士を生み出す「髑髏兵団（カラベラス）」という能力を持ち、ルドボーンはこの能力を造物主と称している。
ルキアに敗れた後は能力を研鑽し、地下にも根を張り巡らせることで髑髏兵団を生み出す速度と人数が遥かに増した。髑髏兵団を喰らったリルトットからは味が無い上に栄養価となる霊圧をほとんど持っていないと評されており、単に毒物を喰らっているに等しい。
解号は「生い上がれ『髑髏樹』（おいあがれ『〜』）」。

### その他
現時点で分類不明の者たち、上記の破面に関連する生物なども含む。
ワンダーワイス・マルジェラ
声 - 菅沼久義
身長155cm 体重42kg 7月6日生まれ
破面・No.77
額に小さい王冠のような仮面の名残を残しており、破面化する前から人間と同じくらいの大きさだった。破面の中では最も新しく誕生した。
ほとんど言葉を話さず「アー」「アウー」といった唸り声をあげるのが特徴。恐怖に陥った際は「オアアアアアアア…」と声を上げていた。
幼い子供のような性格をしており、戦闘中にもかかわらず飛んでいる鳥を観察し、トンボを捕まえ遊んだりするなどマイペースな行動が目立つが、駆けつけた浦原に好奇心からいきなり襲い掛かる、対久南白戦で時間切れで仮面が割れた白をみて狂気地味た笑みのある表情を浮かべるなど、凶暴性を含んだ一面もある。
その不可解な行動にはヤミーでさえ呆れ、幹部や他の破面も彼の扱いにはてこずっているようだが、まだ幼いことと自身（の叫び声に意味があることなど）を理解してくれているからか純粋な性格の東仙には懐いており（アニメの破面大百科では、犬のように懐いていた）、逆に嫌味な性格の市丸を警戒し嫌っている。
戦闘能力は未知数だが、浦原の斬撃を生身で受けて無傷であったことから、鋼皮の霊圧硬度はヤミーと同等かそれ以上。また、尸魂界の観測の結果から、十刃レベルの霊圧を有する。
他の破面とは違い、元柳斎の『流刃若火』を封じるためだけに創られた所謂対元柳斎用の改造破面であり、その能力を得るために言葉や知識、記憶や理性などを失ってしまっている（上記のような行動を取るのはそのため）。破面化直後は知性がまだわずかに残っていたのか、藍染の問いに対して自身の名を名乗っていた。
隊長格と3番以上の十刃の交戦の最中にフーラーと共に現世に現れ、浮竹を戦闘不能に陥れた後、雄叫びでハリベルとバラガンを一時戦闘不能状態から解放したり、白が放った虚閃をかき消したりしている。仮面の軍勢乱入後はお気に入りだったフーラーを倒した白と交戦に入り、白の虚化が解けた隙をついて白を撃破、間に入った拳西と戦うことになるが、拳西との勝敗は不明。
その後は元柳斎が焱熱地獄を発動させた際に帰刃形態で突如現れ、元柳斎に襲い掛かるも、最期は元柳斎の「双骨」の拳を喰らい、粉々に砕け散り戦死した。しかし、『流刃若火』の炎を自身の中に封じたまま爆発したため、それにより空座町以外の周辺を巻き込むのを防がんとする元柳斎に、結果的にダメージを負わせることになった。
アニメ版に先駆け、プレイヤーキャラクターとしてではないものの、ゲーム『BLEACH 〜ヒート・ザ・ソウル4〜』に登場した。
帰刃：『滅火皇子（エスティンギル）』
解放前はクレイモアのような形状で、背中に背負っている。
解放すると全身が異形の鎧のような姿になり、顔上部も仮面で覆われる。体格も大きくなり、異常に大きな両肩には無数の腕が潜んでいる。腹部を砕かれても修復する高度な再生能力を備え、攻撃に予備動作がなく瞬時に行動する。
『流刃若火』から炎が生まれないよう刀の中に封じることができ、既に刀から放たれた炎はワンダーワイス自身の体内に封じることができる。
ワンダーワイスは喋れないので、解号は不明。
「ヴァヒード」
叫び声を上げて相手の攻撃を解除する技。
「イ・ブー」
短く叫ぶことで相手の攻撃をかき消す。
「百奇皇手（センチュリオン）」
帰刃後に使用。肩から生やした無数の腕で攻撃する。

ネル・トゥ / ネリエル・トゥ・オーデルシュヴァンク
声 - 金田朋子（ネル） / 金田朋子 → 清都ありさ（ネリエル）
身長176cm（ネリエル時） 体重63kg（ネリエル時） 4月24日生まれ
ひびの入った人の髑髏のような仮面の名残を頭に乗せ、顔の中央を横切るように仮面紋がある破面の少女。黄緑色の髪で眉間から鼻筋にかけて傷痕があり前歯がない。
本来は山羊の髑髏のような仮面をかぶった成人女性の姿で、背中に「3」の刻印がされており、心臓に虚の孔がある。本来の姿での一人称は「私」。
幼女の姿での一人称は「ネル」。新庄弁と思われる東北弁で喋る。口から僅かながら治癒効果があるヨダレのような液体を出すことができる（ドルトーニ曰く「ゲロ」らしい）。
偶然出会ったペッシェとドンドチャッカを兄とし、バワバワをペットとしている。また、彼らにずっと追いかけられる無限追跡ごっこが唯一の娯楽。無限追跡ごっこは泣くほど追いかけられないと楽しくないドM。
虚圏で出会った一護に懐き、虚夜宮（ラス・ノーチェス）内で一護を追いかけ行動を共にするようになる。一護の戦闘が終わる度に心配なのか彼に泣き付いてくる。
かつては第3十刃の地位についており、実力はノイトラ（当時No.8）を圧倒するほどであったが、その一方で戦いを好まぬ性格でもあった。また自分よりも実力が劣るにもかかわらず藍染の命令を無視し勝手な行動を取るノイトラを諌めるような言動をとっており、それがノイトラから嫉妬のような思いを抱かれる原因となっていた。その後、利害が一致したノイトラとザエルアポロの策略により背後から頭を割られ（顔と仮面の傷はそのときのもの）、自身の従属官だったドンドチャッカやペッシェと共に虚夜宮の外に放り出された。その際、傷から霊圧が流れ出して幼女の姿になってしまい、同時に記憶喪失となる。
ただし、本来の姿に戻っても元々あったのか子供っぽい一面が残っており、ノイトラを吹っ飛ばした後も一護に泣きついていた（当然成体としての彼女の力も戻っているため、強く抱きしめられた一護はあまりの痛さに白目を向いて失神していた）。また、細身の体型から想像もつかないような食欲を持ち、空腹の度合いが過ぎるとバワバワをやたらと見つめ始める模様。
ドンドチャッカとペッシェは戦いを好まぬ彼女のことを案じて黙っていたが、一護を守りたいという強い気持ちから元の姿と記憶、十刃としての力を取り戻し「幼女の姿の時の自分を護ってくれた恩返し」として絶体絶命の状態に追い詰められた一護に代わる形でノイトラと戦うことになる。だが本来の姿に戻れたとはいえ、その状態の霊圧が非常に不安定であったことから、斬魄刀を解放してノイトラを圧倒的な実力で追い詰めた所で霊圧が尽き、再び幼女の姿へ戻ってしまったために彼から反撃を受けて戦闘不能となってしまう。
その後、ノイトラが剣八に倒される最後の瞬間、幼女の姿ながら僅かに記憶が戻ったらしく、彼の名を呟きながら目を醒ます。その後の破面篇には、従属官2人と共に登場しなかった。
千年血戦篇では、「見えざる帝国」に拉致されたドンドチャッカの救出を頼むためにペッシェと共に現世の一護のもとを訪れる。その後、浦原から子供の姿と本来の姿を自由に行き来できる腕輪を貰い、霊王宮に入った一護たち一行と合流した。浦原たちと星十字騎士団のアスキン・ナックルヴァールとの戦いを見守っており、途中でアスキンの「極上毒入りボール」に閉じ込められた浦原やグリムジョーや夜一や夕四郎を救出した。
小説『BLEACH Can't Fear Your Own World』では、銀架城に囚われていたハリベルを救出したことが判明した。虚圏に帰還した後、ハリベルやグリムジョーらと共に、虚を兵隊にしようと襲撃してきたリルトットやジゼル、ゾンビとなったバンビエッタと敵対するが、「王様」になるべく乱入した産絹彦禰と交戦する。その後、彦禰を追って尸魂界へ転移したグリムジョーを止めるためにハリベルと共に後を追うが、尸魂界で彦禰が解放した『已己巳己巴』の本体との戦いに巻き込まれる。そして、志波空鶴の屋敷で京楽春水から綱彌代時灘が行おうとしていることの危険性を聞き、京楽から共闘を持ち掛けられ、ハリベルたちと共に時灘が逃げ込んだ叫谷へ向かった。
叫谷での戦いが終わった後は黒腔を漂っていた道羽根アウラの魂魄を回収し、ボロボロになっていたアウラの魂魄をロカに治療してもらっていた。
帰刃：『羚騎士（ガミューサ）』
解放の際は刀を地面と平行に構えて行う。
解放すると上半身が人、下半身が羚羊という半人半獣のケンタウロスを連想させるような容姿となる。
刀はランス状の武器に変化する。回転させて飛ばすことも可能。
解号は「謳え『羚騎士』（うたえ『〜』）」。
「重奏虚閃（セロ・ドーブル）」
相手の虚閃を飲み込んだ後、自分の虚閃を上乗せして返す技。
なお、ネルの姿の際にも虚閃を飲み込みそれを吐き出す技の片鱗を見せている。
「翠の射槍（ランサドール・ヴェルデ）」
ランスを全力で投擲して敵を貫く。
ネリエルが途中でネルに戻ったため、威力などは謎。

ペッシェ・ガティーシェ
声 - 子安武人
身長175cm 体重58kg 5月25日生まれ
破面・No.41
自称・ネルの兄。見た目は虚そのものの姿で、アリもしくはクワガタムシを模した仮面に灰色の身体で各所にプロテクターを着け、褌を穿いている細身の体の男。
一人称は「私」。思考回路や記憶の仕方が独特。ギャグキャラだが戦闘能力自体は低くはなく、並の虚なら余裕でまとめて一掃できる程度には強い。
なお、褌の中に溢れ出る霊子で構成された光の刃である「究極（ウルティマ）」という刀（？）を所有しているが本当にその名前なのか、斬魄刀なのかなど、謎が多いがザエルアポロに傷を負わせられる辺り威力は高めな模様。究極を取り出す際は石田が「放送して良いのか？」というほど非常に紛らわしい。なお、ペッシェ曰く「石田のゼーレシュナイダーとよく似ている」らしいが、石田は否定している。
虚夜宮内でドンドチャッカとはぐれ、一護を追いかけたネルを探す最中で、石田と交戦しているチルッチのパンツを覗こうとしていたため、攻撃されて石田と合流する。その中で一護のことは良く覚えていないが、なぜか石田のことは覚えていたり、その割には石田を呼ぶとき、よく名前を「一護」と間違えたりで、冷静沈着な石田をキレさせるほどのボケキャラに徹している。
かつて十刃だったネルの従属官。このときは人間のような肌が見えるものの布を被っていた。ドンドチャッカとは当時から共にいる。ノイトラおよびザエルアポロにより強制的に仮面を全部はがされ、幼女化したネルやドンドチャッカ諸共、虚夜宮の外の砂漠に捨てられた。
その後はネルが戦いを望まず平穏に生きることを望むならそれもよしと思っており、彼女を守るための錬磨を絶やさず、新しい技も身に着けていた。
アニメに先駆け、ゲーム『ヒート・ザ・ソウル4』でドンドチャッカと同じく登場。
「無限の滑走（インフィナイト・スリック）」
触れた物をヌルヌルにし滑らせる液体を口から放出する。使い方によっては十刃落ちレベルの攻撃の衝撃も吸収・無効化もできる。
なお、液体の量は有限。
「融合虚閃（セロ・シンクレティコ）」
ドンドチャッカとの協力・合体技。
ドンドチャッカの上にペッシェが乗り、ペッシェが究極（ウルティマ）を構え、ドンドチャッカは口の砲台（のようなもの）からそれぞれ虚閃を放ち、２つの虚閃が同一軌道上で合流することでその威力を何倍にも跳ね上げる技。
十刃のザエルアポロをして「自身を一撃で倒せるもの」という破壊力を持つ。
「超加速（ちょうかそく）」
一護に対して使用していた技。

ドンドチャッカ・ビルスタン
声 - 郷里大輔
身長204cm 体重162kg 6月30日生まれ
破面・No.42
自称・ネルの兄。虚そのものの姿をしており、でかい仮面の顔で水玉模様の服を着ている。
一人称は「オラ」で、語尾に「〜でヤンス」とつけて喋る。見た目とは裏腹にやや臆病な性格で、泣き虫でもあるため泣くことも多い。
顔面は仮面を着けていることもあり大きくかなり硬い（恋次曰く「根源的な恐怖を煽る顔」とのこと）。また、鋼皮自体も恋次曰く「意外と頑丈」らしい。また、戦闘能力自体は低くはなく、並の虚なら余裕でまとめて一掃できる程度には強い。
体内には棍棒やバワバワなどの様々な武器などが仕舞ってあり、口から出す・吐き出すことで使用する。
「棍棒（もしくは短い鬼の金棒）」のような形状をした刀（？）を口の中に隠して取り出すが、この「刀」の名称は明かされておらず、ペッシェの究極（ウルティマ）と同じく斬魄刀であるかどうかも不明。
テンションが上がると会話が成立しなくなったり、一緒にいた人を担いで床に叩き付けるなど意味不明な行動に走ったりと、知能はあまり高いようには見えない行動が多い。
虚夜宮でペッシェとはぐれ、一護を追いかけたネルを探す途中で恋次と行動を共にすることになる。
かつては十刃だったネルの従属官で、ノイトラおよびザエルアポロにより強制的に仮面を全部はがされ、ネルやペッシェ諸共、虚夜宮の外の砂漠に捨てられた。「ネルがこれ以上、虚夜宮の奥に行ってはならない」との旨の言動をしていたが、これは、戦いを好まぬネルの記憶を蘇らせたくないとの配慮からである。
千年血戦篇では、「見えざる帝国」に連行されてしまうが、虚圏の砂漠の砂の中に隠れていたところを、浦原とペッシェに救出される。
アニメに先駆け、ゲーム『ヒート・ザ・ソウル4』でネルのサポートキャラとして登場する。
「融合虚閃（セロ・シンクレティコ）」
ペッシェとの協力・合体技。
「ドンドチャッカ・プレス」
相手に飛びかかって押しつぶす技。
本人曰く怖いから抱きつこうとしただけらしいが、偽物は「必殺」と発言している。

バワバワ
声 - 安元洋貴
ネルたちのペット。巨大な黒い蛇またはウナギのような姿で、顔の上半分に横長の仮面があり前方に大きな唇および口がある。
見た目にそぐわず物凄く人間臭い性格。ネルたちの自己紹介に混ぜてもらいたいあまりに号泣し混ぜてもらったりしている。
自身は「バワバワ」としか喋れないが、以外にも知能はあり言葉は理解できる模様。常に砂を食べていないと生きられない。
一護やネルたちを乗せて虚夜宮外壁まで運ぶなど移動にも長け、乗り物としても使われていると思われる。
正体はドンドチャッカが体内に飼っている戦闘用霊蟲の一つ。失ったネルの記憶が蘇るのを妨げるべく、ネルには伝えていない。
成体時のネルが空腹のときは近づかないようにしている。
ロリ・アイヴァーン
声 - 武田華
身長155cm 体重42kg 1月27日生まれ
破面・No.33
自称「藍染の側近」で小説「CFYOW」によると、藍染親衛隊の一人。
ミニスカートを穿いており、左目周辺が仮面の名残で覆われたツインテールの女。
性格は感情的かつ直情的で単純だが、嫉妬深く陰湿かつ残忍、さらにヒステリーで激情型な一面を持ち、嫌いな対象には容赦はないが、一度でも好意を抱けばとことん愛でる所謂メンヘラ。
愛染の恩寵を受けていると思い込んでいるのか、自分より格上であるはずの十刃に対しても高圧的な態度が目立つ。そのせいか、藍染に特別扱いされている織姫に激しく嫉妬している。
その嫉妬心から、監禁された織姫にメノリと共に暴行やら嫌がらせなどを加えるが、グリムジョーに見咎められ、片足をもぎ取られる（アニメでは、もぎ取られずにへし折られるだけで済んでいる）。その後、織姫の双天帰盾の能力で足を復元・修復されたが、即死状態だったはずのメノリすら回復させた織姫の能力を目の当たりにして怖気づき、織姫を化物と恐れ、彼女に助けられたことでショックを受け絶望する。
藍染が織姫を用済みと宣言したことを機に、織姫に自分たちを助けたことに愚弄されたと思い込み怨根を抱く。復讐するために再び織姫を束縛し、織姫の服を破るなどをして暴行を繰り返した挙句、目を抉り抜こうとして殺害しようとするが、突如現れてメノリを叩き飛ばしたヤミーと応戦し、激昂し我を忘れた状態になり帰刃してウルキオラや他の者も殺そうとしていたが、ヤミーの一撃によって敗北し第五の塔の外へ放り出された。
なお、おまけページやアランカル大百科にてこの後の彼女が描かれており、雨竜に助けられはしたが、第五の塔の壁にスカートごと矢が刺さってぶら下がっているという情けない格好になっている。
千年血戦篇では“見えざる帝国”に連行される他の破面に紛れてメノリと共にキルゲに斬りかかるが、返り討ちに遭う。なお、この時の台詞から藍染への忠誠心が健在であることが判明した。
小説「BLEACH Can't Fear Your Own World」では、藍染への変わらぬ忠誠心を買われて、ルドボーン率いる葬討部隊に所属している。戦闘能力は後方支援に偏っているためか、直接戦闘は不慣れで皆無に近い。
アニメ版では解放前にヤミーに殴り倒され重傷を負うが、再び織姫に治療される。その際、「あんたに借りなんか作りたくない」とヤミーから織姫を守るために刀剣開放する。他に暴行の本当の理由が「人の獲物に勝手に手を出したから」などが理由だったことなどから、原作に比べやや良心的な考えは持っていた模様。
帰刃：『百刺毒娼（エスコロペンドラ）』
解放前はダガーの形をしており、ヤミーの鋼皮に傷を付ける程度の切れ味はある模様。ヤミーやキルゲの部下にも指摘されているが、どこに隠し持っていたかは不明。
解放すると胴体や頭にムカデの脚のような装甲が形成され、両腕が無数の刃を持つ巨大なムカデの胴体のような形状に変わる。
無数の刃の部分などから触れた物を溶かす毒を腕から発する能力を持つ。
毒の味なのかムカデ部分自体の味なのかは謎だが、一部を喰らったリルトット曰く「味は酸っぱい」模様。
解号は「毒せ『百刺毒娼』（どくせ『〜』）」。

メノリ・マリア
声 - 原田ひとみ
身長160cm 体重48kg 12月7日生まれ
破面・No.34
小説「CFYOW」によると、ロリ同様に藍染親衛隊の一人
右目周辺が仮面の名残で覆われたショートカットの女。仮面の形はロリと左右対称形になっている。
腕に手甲のようなものを着けており、攻撃時には薄い丸状の霊子が手の甲と左右に現れる模様（それ以上は書かれておらず不明）。
ロリよりは幾分冷静な性格だがさみしがり屋の性格のため、ロリと行動を共にし彼女を悲しませる織姫をよく思っていない。
ロリが織姫に暴行を加えるのを嫌な顔しながら見物していた際、来室したグリムジョーに殺されまいと抵抗しようとして、逆に近距離からの虚閃で上半身を吹き飛ばされて（アニメ版では黒焦げにされて）死亡するが、織姫の双天帰盾で復活した。ロリとは違い、一度死んだことから懲りていたようで再度の織姫襲撃は気が進まなかったようである。その後、ロリにより再び織姫を暴行しようとしている最中にヤミーに吹き飛ばされる。
千年血戦篇で初めて斬魄刀を見せたが、キルゲ・オピーにあっさりと折られてしまった。なお、キルゲの部下にも指摘されているが、どこに隠し持っていたかは不明。ロリ同様、戦闘能力は後方支援に偏っているため、直接戦闘は不慣れで皆無に近い。
小説「BLEACH Can't Fear Your Own World」でも、ロリと行動を共にしている。
アニメ版では織姫に命を救われたためか、「この子に何をしようとすぐに傷を治されてしまう」という理由で原作以上に織姫への攻撃を拒否したり、終始ロリに攻撃をやめるよう説得するなど、かなり怖気づいていた。ヤミーの出現後は、ロリに立ち去るよう説得している最中に原作同様ヤミーに吹き飛ばされた。
斬魄刀を解放しなかった（できなかった）ので存在以外、名称・能力は共に不明。

フーラー
一つ目の怪物のような外見にギリアン級の大虚を遥かに上回るあまりにも巨大な姿を持ち、両指にギリアンの仮面が爪のように付いている。
体内に多数のギリアンが住んでおり、ワンダーワイスの命令でまるでゲロを吐くかのような感じで体外に出すことができる。
藍染一派の3人が尸魂界を離反する際に姿を現した謎の集合体（初登場時は黒腔内に目だけが光っていた）がこいつである。名前は市丸ギンが口にしたことで判明。
ワンダーワイスと共に現世に向かい、身動きが取れなくなった藍染たちを死の匂いがする息で解放したが、虚化した白のスーパーキックで瞬殺され、粉々に砕け散った。
技「レグウェルド」
死の匂いのする息を吐き出す技。
グランドフィッシャー
一護の母・真咲を殺めた虚。
一護との戦いの後で虚圏に帰還し、アイスリンガーに修復して貰うついでに破面（もどき）となる。
ルヌガンガ
声 - 武虎
虚夜宮を守る白砂の番人。体が砂で出来ておりギリアン級の大虚とほぼ変わらないくらいの巨体。
体が砂で構成されている故か砂を操れるようで口を大きく開けることで蟻地獄を引き起こすことができる。また物理攻撃は効かないが水が弱点。
虚圏に突入した一護たちを蟻地獄に引き込もうとするが、ルキアの『次の舞・白漣』によって凍り漬けにされる。
アニメでは二体目が存在し、蟻地獄に落ちるとメノスの森に落ちることが判明し、一護たちを虚圏の地下にある「メノスの森」へと追いやっている。
なお、バッティカロア（声 - 松岡大介）という似た姿の上位種らしきタイプも登場している。
アズギアロ・イーバーン、リューダース・フリーゲン
“見えざる帝国（ヴァンデンライヒ）”に所属している破面。
ロカ・パラミア
右顔半分が髑髏の仮面で覆われた女性で、他の破面とは異なる衣装を着ている。
一護との戦いで失ったヤミーの腕を治療するも、頭を叩き潰された。
小説「BLEACH Spirits Are Forever With You」ではその後、自身の能力で復活し、生きていたことが明らかになっており、彼女を中心としたストーリーが描かれている。

### アニメ版・小説版・ゲームオリジナルの破面
以下の破面については、BLEACHの登場人物を参照。
- アルトゥロ・プラテアド
- パトラス
- メニス
- アルデゴル
- 女幹部破面
- ピカロ